# Championnat de France de rugby à XV
Cet article concerne le championnat disputé par l'élite des clubs français de rugby à XV. Pour la deuxième division, voir Championnat de France de rugby à XV de 2e division. Pour les niveaux inférieurs, voir Compétitions de clubs français de rugby à XV.

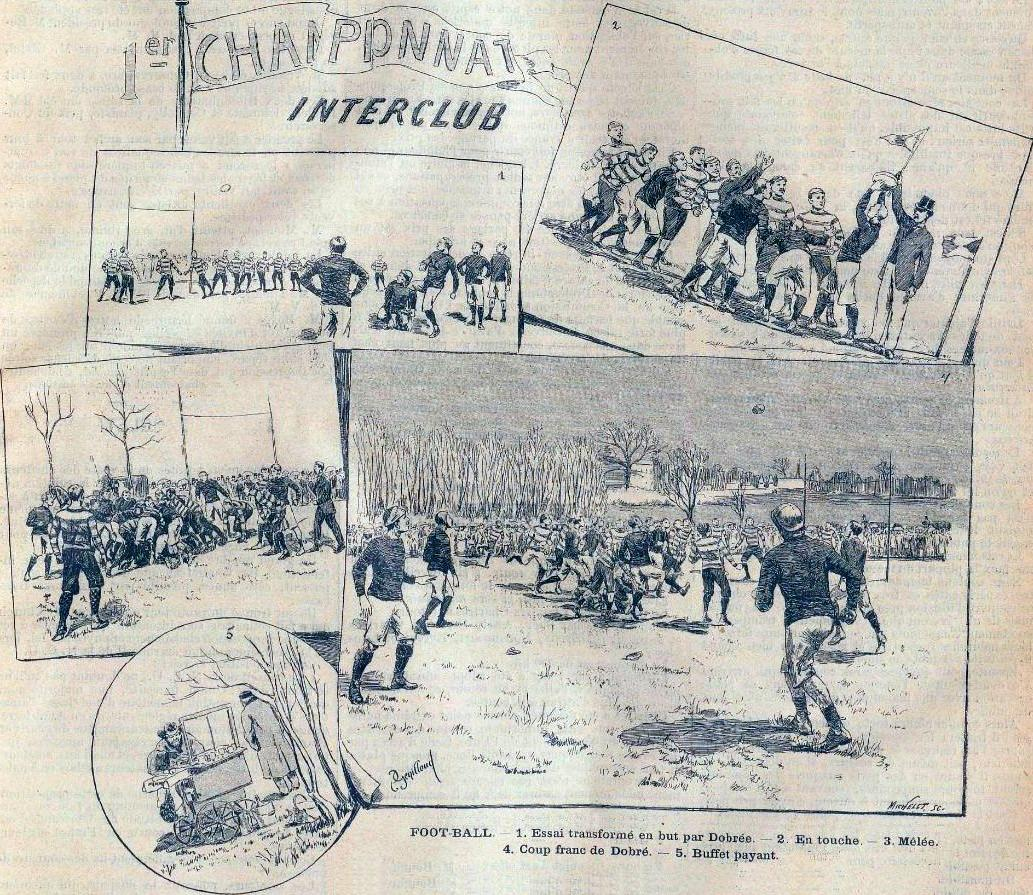
Finale du premier championnat de France de rugby à XV à Bagatelle en 1892.

Le championnat de France de rugby à XV, dénommé Top 14 depuis 2005, est une compétition annuelle mettant aux prises les meilleurs clubs professionnels de rugby à XV en France. Créé en 1892 sous l'égide de la fédération omnisports USFSA, il est alors organisé par un comité chargé du rugby, avant d'être pris en charge à partir de l'édition 1921 par la toute jeune Fédération française de rugby. Depuis 1998, c'est la Ligue nationale de rugby qui l'organise.
Le vainqueur du championnat de France remporte comme trophée le Bouclier de Brennus. Au cours de sa longue histoire, le championnat de France a été marqué à plusieurs reprises par des cycles de domination de certains clubs pendant dix à quinze ans. Dans l'ordre chronologique, on relève l'hégémonie des deux clubs parisiens du Racing club de France et du Stade français Paris (1892-1903), puis celles du Stade bordelais (années 1900), du FC Lourdes (années 1950), de l'AS Béziers Hérault (années 1971-1984) et du Stade toulousain (années 1920, puis 1985-2001). Entre 1994 et 2008, période synonyme de début du professionnalisme dans le rugby français, le Stade Toulousain le Stade français Paris et le Biarritz olympique se sont partagé les quinze titres mis en jeu. Cette hégémonie à trois prend fin en 2009 avec la victoire de l'USA Perpignan et le championnat connaît ensuite des vainqueurs différents dont le Castres olympique, le RC Toulon, l'ASM Clermont Auvergne, le Racing 92 ou encore pour la première fois le Montpellier Hérault Rugby. En 2025, vainqueur pour la quatrième fois sur les cinq dernières éditions, le Stade toulousain porte son record à 24 titres remportés.
La formule du championnat a été plusieurs fois modifiée au cours de son histoire. Avec l'introduction du professionnalisme en 1995, le nombre de clubs de la division d'élite a diminué notablement, passant de 24 à 16 puis à 14 clubs en 2005. Il s'est ainsi successivement appelé Top 16, Top 14, Rugby Top 14 Orange à la suite d'un partenariat de la ligue avec un opérateur de téléphonie en 2008,, puis à nouveau Top 14.
Le championnat se déroule en deux phases : une phase dite de qualification, qui est disputée par toutes les équipes, et une phase finale regroupant les six meilleurs clubs (les quatre meilleurs jusqu'à la saison 2008-2009) de la phase de qualification, qui se joue par élimination directe. Depuis la saison 2017-2018, le dernier de cette phase qualificative est relégué en Pro D2 et remplacé par l'équipe gagnante de la finale de Pro D2, l'avant-dernier joue son maintien par un match de barrage face à l'autre finaliste de Pro D2.
Attirant dans ses clubs les meilleurs joueurs des deux hémisphères, monnayant des droits de diffusion TV avantageux, populaire auprès du public qui garnit les stades, le Top 14 est aujourd'hui considéré comme le championnat national de rugby le plus riche au monde.

## Historique

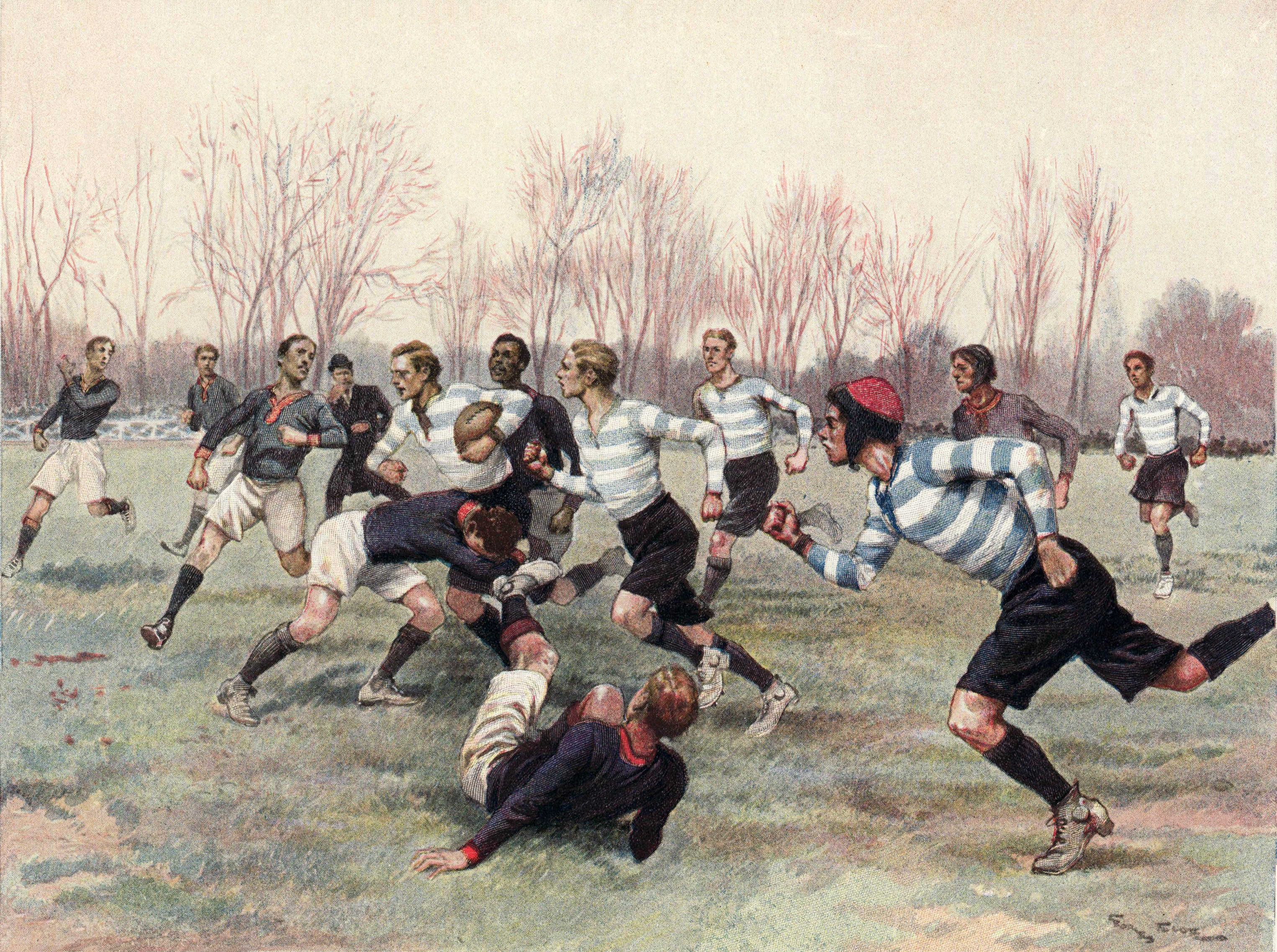
Match de rugby entre le Racing et le Stade français en région parisienne dans la décennie 1890.

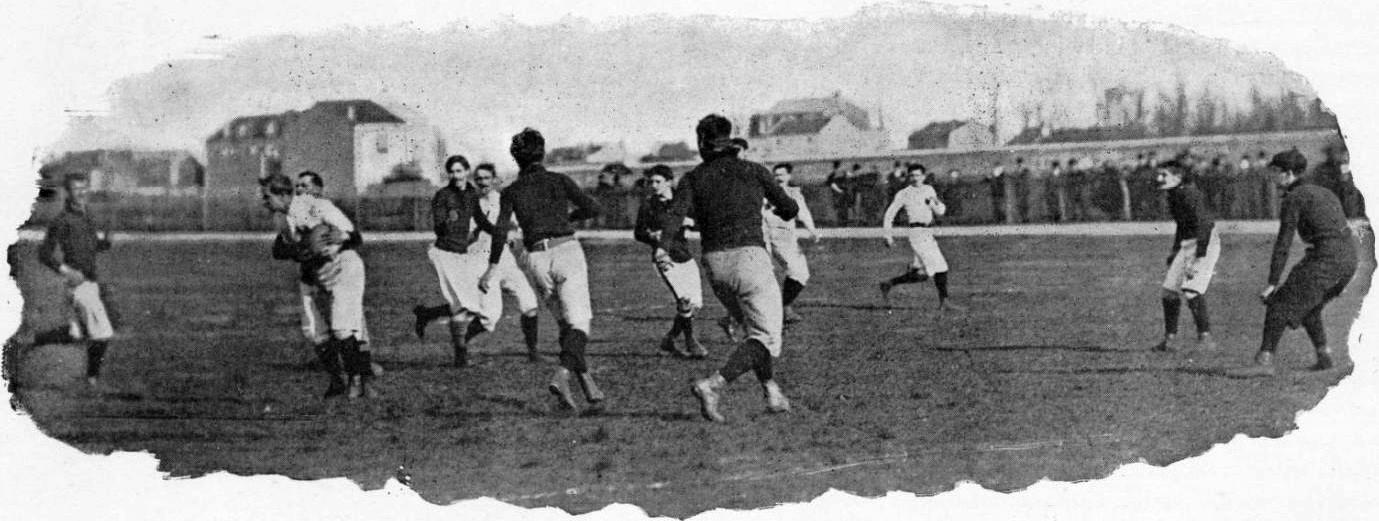
Finale du championnat de France à Courbevoie le 5 avril 1896. Olympique de Paris contre Stade français.

### Naissance du rugby en France
Le rugby à XV a été introduit en France vers 1870 par des Britanniques travaillant dans l’Hexagone. Dès 1872, certains d’entre eux fondent le Havre Athletic Club avec lequel ils pratiquent une forme hybride de rugby et de football qu'ils appellent combination.
Le premier véritable club de rugby français est le English Taylors RFC, fondé par des hommes d'affaires anglais à Paris en 1877, suivi par le Paris Football Club l'année suivante. Ce dernier a une durée de vie éphémère. Sa scission entraîne la formation du Racing club de France en 1882, du Stade français en 1883 (ou 1887) et de l'Olympique en 1888, entièrement ou en partie par des Français.
Le développement du rugby est favorisé en France par Pierre de Coubertin, passionné de rugby et qui souhaite reproduire ce modèle éducatif anglais dans les grands établissements parisiens en guise de rééducation physique et morale des futures élites du pays qui a connu la défaite de 1870.

### La belle époque (1890-1914)
Le premier titre de champion de France de rugby à XV est décerné le 20 mars 1892 à la suite d'un simple match entre le Racing et le Stade français au Bois de Boulogne. Arbitré par le baron de Coubertin, la rencontre est remportée par les Racingmen sur le score de 4 à 3. Les trois clubs parisiens (Racing, Stade français et Olympique) remportent tour à tour le titre de champion de France jusqu'en 1898. Le championnat n'est alors disputé que par des clubs de Paris ou de la région parisienne et le nombre de participants est au maximum de six clubs (en 1898).
Le rugby se développe particulièrement en Aquitaine sous l'influence des échanges commerciaux avec l'Angleterre friande des vins de Bordeaux, les négociants en vin britanniques formant dans cette région une colonie vinicole et rugbystique. Le rugby s'y diffuse par la suite par l'arrivée d'étudiants et de fonctionnaires de la région parisienne, par l'influence de Philippe Tissié (1852-1935), promoteur du rugby dans l'éducation scolaire de la Ligue girondine d'éducation physique. Son enracinement dans le Sud-Ouest s'explique aussi grâce aux stations climatiques et sportives (Pau, Biarritz) où les aristocrates anglais font des cures hivernales. Les clubs de province sont autorisés à disputer le titre en 1899. Le championnat se joue alors entre le champion de Paris et celui des départements. Le Stade bordelais (SBUC) en profite aussitôt pour remporter son premier titre. En 1901, le SBUC gagne la finale à la régulière sur le score de 3 à 0. Mais l'USFSA annule le résultat et décide que la finale doit être rejouée à Paris, le Stade bordelais ayant en effet fait jouer trois joueurs irrégulièrement. Le SBUC refusant cette décision, le Stade français est déclaré vainqueur.

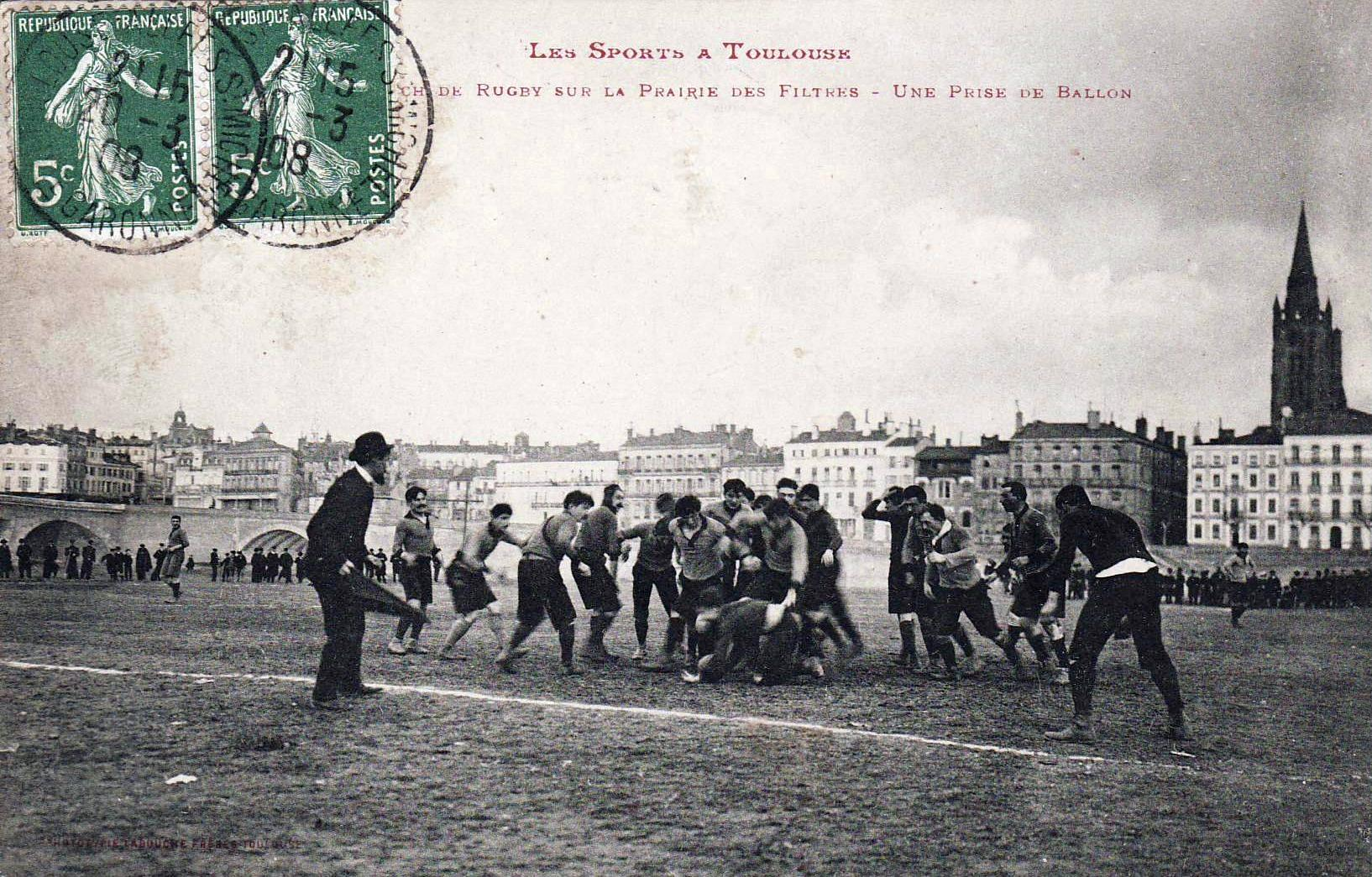
Le rugby se développe dans le Sud, des parties sont organisées à Toulouse (1906).

À partir de 1904, la suprématie des équipes de la moitié Sud de la France devient écrasante. Le SBUC dispute toutes les finales entre 1904 et 1911 et n'en perd que deux. Le rugby s’enracine profondément dans un rectangle Lyon-La Rochelle-Biarritz-Toulon : la vallée du Rhône, le Languedoc, le Roussillon, le Béarn, le Pays basque, la vallée de la Garonne et les Pyrénées succombent au charme du ballon ovale. Naturellement, de grands clubs apparaissent. L'Aviron bayonnais, en 1913, apporte dans le sillage du Gallois Owen Roe, partisan d'un jeu très ouvert, le premier titre à une "petite ville" de Province.
Les finales de 1906 et 1907 sont arbitrées par Allan Henry Muhr qui est alors joueur international, ancien champion de France en 1901 et 1903 et futur patron des sélectionneurs du XV de France de 1911 à 1919 (il sera aussi sélectionneur de l'équipe de France de Coupe Davis en 1922 et 1923).
Henri Amand est un des grands joueurs de l'époque avec cinq titres remportés, puis l'arbitre de la finale de 1913, Marc Giacardy a fait de même avec six titres et une finale arbitrée en 1912. Avec eux, on peut citer Louis Dedet, Marcel Laffitte, Auguste Giroux, Maurice Bruneau, P. do Rio Branco da Silva Paranhos et Henri Martin qui ont tous remporté six fois le championnat de France.
En raison de la Première Guerre mondiale, le championnat est interrompu entre 1914 et 1919. Pendant cette période, le championnat est remplacé par la Coupe de l'Espérance qui est disputée surtout avec des jeunes gens non appelés sous les drapeaux. La compétition a été disputée quatre fois mais ne fait pas partie du palmarès officiel du championnat.

### Crise de l'entre-deux guerres (1920-1939)
Le Stade toulousain connaît sa première période de domination du rugby français en remportant cinq titres de champion de France en six ans, de 1922 à 1927. C’est alors le règne de la « Vierge Rouge », comme on surnomme le club rouge et noir à la suite de son titre de 1912 au cours de laquelle l’équipe reste invaincue pendant toute la saison.
Les années 1930 sont dominées par le Biarritz olympique (quatre finales disputées et deux titres de champion) et le Lyon OU (trois finales et deux titres).
Hors du terrain, les années 1920 et 30 sont des années de crise pour le championnat. Le titre de champion de France attise les convoitises et entraîne des dérives : violence sur les terrains et accusations d’amateurisme marron rythment de plus en plus souvent les saisons. En décembre 1930, quelques clubs dénoncent le professionnalisme déguisé pratiqué par certaines équipes (un patron peut salarier ses joueurs dans son entreprise comme celui de l’US Quillan, trois fois finaliste entre 1928 et 1930, et champion en 1929, dans une ville de trois mille habitants) et font sécession. Dix clubs fondent l’UFRA (Union française de rugby amateur), qui se targue de rester fidèle aux idéaux de fair play et d’amateurisme du rugby, et demande à la Fédération française de remettre de l’ordre dans la maison. Sept d’entre eux sont d’anciens champions de France, mais ils sont exclus du championnat. Au total, quatorze clubs font sécession dont sept anciens champions de France : le FC Grenoble, l'US Perpignan, le Stade toulousain, le Stade français, la Section paloise, le Stade nantais, le Biarritz olympique, le FC Lyon, l'AS Carcassonne, le SAU Limoges, l'Aviron bayonnais le 2 novembre 1930 suivis du RC Narbonne et du Stadoceste tarbais le 24 janvier 1931.
À la suite de ces tensions, le XV de France est boycotté par les équipes britanniques qui voient ces dérives d’un très mauvais œil, au point d’être exclu du Tournoi des Cinq Nations. La FFR trouve enfin un accord en 1932 avec les clubs entrés en dissidence, mais les conséquences de la crise sont profondes : ses effectifs diminuent très fortement et le nombre de clubs passe de 784 en 1930 à 663 en 1934 et 558 en 1939, de nombreux clubs arrêtent purement et simplement le rugby, alors que d'autres rejoignent le rugby à XIII, professionnel, lancé en 1934 en France.
Le XV de France n’est de nouveau autorisé par les Britanniques à disputer le Tournoi qu’en 1940, mais cette édition n’a jamais lieu en raison de la Seconde Guerre mondiale.

### Période 1942-1970
La Seconde Guerre mondiale interrompt le championnat de 1940 à 1942 et parallèlement le régime de Vichy interdit le rugby à XIII. Pour la saison 1941-1942 est créé officiellement en remplacement sous la Présidence du Docteur Albert Ginesty un "Challenge de l'Amitié", divisé en 4 poules répartissant 32 clubs… mais sans demi-finale ni finale. Ginesty démissionne de sa présidence fédérale le 1er juin 1942, car il se trouve en désaccord avec le délégué aux sports du gouvernement de Vichy, le colonel Joseph Pascot (avant de devenir le maire de Toulouse en 1944). Après trois saisons de compétitions non officielles, la FFR décide, le 5 juin 1942, de rétablir le championnat de France. Le championnat est désormais disputé par quarante clubs de la zone occupée, et cinquante-cinq clubs de la zone libre. Après l'invasion de la zone libre par les Allemands en novembre 1942, la Fédération changea les appellations en « zone Nord » et « zone Sud ». La finale est disputée entre Bayonne et Agen, qui ont remporté respectivement les compétitions des zones Nord et Sud.
Le nombre de clubs participants augmente régulièrement, passant de 95 en 1942-43 à 154 en 1945-46. Après la guerre, le nombre de clubs de l'élite est réduit à 64 clubs pour la saison 1946-47 et varie par la suite entre 40 et 80 jusqu'à la saison 1991-92.
Le championnat 1944-45 est remporté par le SU Agen qui bat le FC Lourdes en finale. Parmi les joueurs du SU Agen, à noter la présence de Albert Ferrasse et de Guy Basquet qui seront plus tard président et vice-président de la Fédération française de rugby. Le SU Agen dispute aussi deux finales en 1943 et 1947.
Toutefois, l’après-guerre est dominée par le FC Lourdes qui remporte sept fois le Bouclier de Brennus de 1948 à 1960 (et un autre titre en 1968). Plusieurs Lourdais de cette génération dorée cumulent ainsi au moins six titres de champion de France : Antoine Labazuy, Jean Prat, Thomas Mantérola, Maurice Prat, Louis Guinle et Roger Martine. L'équipe compte huit joueurs internationaux en activité en 1948 et encore sept en 1958.
La finale du championnat 1948-1949 présente la particularité d'avoir été disputée deux fois, le premier match, se déroulant sous une pluie torrentielle, s'est terminé sur une égalité 3 partout. C'est le Castres olympique du capitaine Jean Matheu-Cambas, de Maurice Siman et Jean Pierre-Antoine qui remporte le titre aux dépens du Stade montois.
Le Castres olympique devient double champion de France 1949-1950 après avoir battu 11-8 le Racing Club de France.
Les deux finalistes sont à nouveau à égalité à la fin du temps règlementaire lors de la finale du championnat 1950-51, mais le règlement prévoit alors qu'une prolongation soit disputée : l'US Carmaux remporte le titre en battant le Stadoceste tarbais par 14-12.
Le Bouclier reste donc dans le Tarn pour la troisième année consécutive.
En 1952, la France est à nouveau menacée d'être exclue du Tournoi, coupable selon les Britanniques de professionnalisme (recrutements, primes de match, intéressements). Pour éviter la sanction, la Fédération française promet d'abolir le championnat de France et fournit une liste de joueurs jugés coupables de professionnalisme, dont Jean Dauger, Robert Soro et Maurice Siman. L'exclusion du Tournoi est ainsi évitée et en fin de compte le championnat de France 1952-53 est maintenu à la suite de la pression exercée par la grande majorité des clubs français.
La FFR décide d'alléger la compétition en ne faisant disputer que les matchs aller du championnat et en supprimant la Coupe de France. Pour la seule fois dans l'histoire du championnat, les clubs non qualifiés (après la phase qualificative en poules de huit) disputent une épreuve de consolation appelée la Coupe Cyril Rutherford en l'honneur d'un ancien capitaine du XV de France au début des années 1900.
La saison 1957-1958 voit l'opposition des deux frères Manterola qui jouent chacun dans l'une des deux équipes finalistes : le FC Lourdes et le Sporting Club mazamétain. Ces deux équipes sont conduites par deux fortes personnalités, le Lourdais Jean Prat, Monsieur Rugby et le Docteur Mias du côté mazamétain. Jean Prat remporte son sixième et dernier titre de champion de France, tandis que Lucien Mias, malgré de glorieux succès avec l'équipe de France, ne sera jamais champion de France.
Michel Crauste et Arnaud Marquesuzaa remportent le titre avec le Racing Club de France en 1959. L’année suivante, ils le remportent avec le FC Lourdes.
Sans atteindre l’hégémonie lourdaise, le SU Agen remporte trois titres de champion en 1962 avec un doublé en 1965 et 1966.
Après avoir échoué par trois fois en finale, le Stade montois remporte le titre pour la première (et seule) fois de son histoire en 1963. Cette victoire est acquise aux dépens de l'US Dax. C’est la première fois depuis 1934 qu’une finale oppose deux équipes du même département (les Landes). C’est aussi la troisième des cinq finales perdues de Dax.
Les événements de mai 1968 retardent de trois semaines la tenue de la finale du championnat 1967-1968. Le FC Lourdes et le RC Toulon sont à égalité après prolongation, mais la finale ne peut pas être rejouée en raison de la date tardive de la rencontre, l'équipe de France devant partir en tournée en Nouvelle-Zélande quelques jours plus tard. Par conséquent, c'est Lourdes qui est déclaré vainqueur au bénéfice de ses deux essais marqués.
La Voulte devient la plus petite ville de France, depuis Quillan en 1929, à voir passer le bouclier de Brennus dans ses rues en 1970. Au terme d'une partie très serrée, les Voultains l'emportent par un essai de l'ailier Renaud Vialar, non transformé, permettant aux célèbres frères Camberabero d'ajouter leur nom au palmarès. Les Monferrandais perdent la troisième de dix finales consécutives sans victoire.
En 1969, Pierre Villepreux perd sa deuxième finale du championnat de France, cette fois avec le Stade toulousain qui est battu par Bègles. Avec Lucien Mias, il fait partie des grands joueurs internationaux français, comme Pierre Albaladejo, Walter Spanghero, Jo Maso et Serge Blanco, qui n'ont jamais remporté le titre de champion de France.

### Période 1971-1994
Les années 1970-1984 voient une nette domination du championnat par l'AS Béziers qui, grâce à une génération de joueurs exceptionnels et à un entraîneur en avance sur son temps, Raoul Barrière, remporte dix titres de champion. La domination de l'AS Béziers est telle qu'en 1972 sept Biterrois font partie de l'équipe de France qui affronte l'Irlande à Colombes : les avants Armand Vaquerin, Alain Estève, Olivier Saïsset, Jean-Louis Martin et Yvan Buonomo, le demi de mêlée Richard Astre et l'ailier Jack Cantoni. En 1977, l'AS Béziers compte douze joueurs internationaux en activité. Cette année-là, les Biterrois Alain Paco et Michel Palmié remportent le bouclier de Brennus, après avoir réussi le Grand chelem avec l'équipe de France. Armand Vaquerin avec dix boucliers, Jean-Louis Martin avec neuf, Alain Estève et Michel Palmié avec huit, font partie d'une génération qui accumule les titres.
Le Stade toulousain met fin à la suprématie des Biterrois en remportant le bouclier de Brennus en 1985 pour la première fois depuis 1947, et redevient le club phare du rugby français avec quatre titres remportés de 1985 à 1994 inclus (il en gagne cinq autres ensuite de 1995 à 2001). Plusieurs joueurs cumulent six ou sept titres de champion de France, dont Hugues Miorin, Jérôme Cazalbou, Claude Portolan, Franck Belot et Christian Califano.
Le SU Agen présente également un bon bilan avec trois titres de champion en 1976, 1982 et 1988, ainsi que trois places de finaliste en 1984, 1986 et 1990.
Le RC Toulon réalise aussi de belles performances pendant cette période avec deux titres de champion en 1987 et 1992, et trois places de finaliste en 1971, 1985 et 1989.
Trois autres clubs remportent un titre durant cette période (le Racing club de France en 1990, le CA Bègles Bordeaux en 1991, le Castres Olympique en 1993 privant Grenoble du titre après une finale polémique).
L’internationalisation croissante du rugby dans les années 1980 affecte le déroulement du championnat, notamment la création en 1987 de la Coupe du monde de rugby à XV, qui se déroule tous les quatre ans. Les clubs qui possèdent des joueurs internationaux en activité doivent en effet les mettre à disposition de l'équipe de France pendant le déroulement de la compétition, soit pendant plus de cinq semaines. La programmation des matchs est aménagée, mais les clubs qui possèdent le plus grand nombre de joueurs internationaux sont tout de même pénalisés par rapport aux autres clubs (indisponibilités dues à la fatigue, aux blessures, au repos obligatoire, etc).

### Ère du professionnalisme depuis 1995
Depuis l'avènement de l'ère professionnelle lors de la saison 1995-1996, 34 clubs ont disputé au moins trois saisons dans l'élite et seulement 3 ont participé à toutes les éditions (Toulouse, Castres et Clermont). Toutefois, lors des treize premières saisons de cette ère, seuls trois clubs ont conquis le Bouclier de Brennus : le Stade français cinq fois, le Stade toulousain cinq fois et le Biarritz olympique trois fois. Perpignan met fin à ce partage à trois en 2009.
Par la suite, plusieurs clubs dominent le championnat, comme l'ASM Clermont, le RC Toulon et le Stade toulousain, mais c'est ce dernier qui est le plus régulier et qui remporte le plus de titres.
| Clubs                 | Saisons dans l'élite | Titres | Finales perdues | Première saison | Dernière saison | Années de titre                                                        |
| --------------------- | -------------------- | ------ | --------------- | --------------- | --------------- | ---------------------------------------------------------------------- |
| Stade toulousain      | 28                   | 12     | 2               | 1995-1996       | en cours        | 1996, 1997, 1999, 2001, 2008, 2011, 2012, 2019, 2021, 2023, 2024, 2025 |
| ASM Clermont          | 28                   | 2      | 7               | 1995-1996       | en cours        | 2010, 2017                                                             |
| Castres olympique     | 28                   | 2      | 2               | 1995-1996       | en cours        | 2013, 2018                                                             |
| Stade français Paris  | 26                   | 6      | 1               | 1997-1998       | en cours        | 1998, 2000, 2003, 2004, 2007, 2015                                     |
| CA Brive              | 24                   | 0      | 1               | 1995-1996       | 2022-2023       | –                                                                      |
| USA Perpignan         | 22                   | 1      | 3               | 1995-1996       | en cours        | 2009                                                                   |
| RC Toulon             | 21                   | 1      | 4               | 1995-1996       | en cours        | 2014                                                                   |
| Montpellier HR        | 21                   | 1      | 2               | 1995-1996       | en cours        | 2022                                                                   |
| SU Agen               | 20                   | 0      | 1               | 1995-1996       | 2020-2021       |                                                                        |
| Biarritz olympique    | 19                   | 3      | 0               | 1996-1997       | 2021-2022       | 2002, 2005, 2006                                                       |
| Section paloise       | 19                   | 0      | 0               | 1995-1996       | en cours        | –                                                                      |
| Racing 92             | 17                   | 1      | 0               | 1995-1996       | en cours        | 2016                                                                   |
| CS Bourgoin-Jallieu   | 16                   | 0      | 1               | 1995-1996       | 2010-2011       | –                                                                      |
| Aviron bayonnais      | 16                   | 0      | 0               | 1995-1996       | en cours        | –                                                                      |
| FC Grenoble           | 15                   | 0      | 0               | 1995-1996       | 2018-2019       | –                                                                      |
| Stade rochelais       | 15                   | 0      | 2               | 1997-1998       | en cours        | –                                                                      |
| RC Narbonne           | 12                   | 0      | 0               | 1995-1996       | 2006-2007       | –                                                                      |
| Union Bordeaux Bègles | 12                   | 0      | 1               | 2011-2012       | en cours        | –                                                                      |
| Lyon OU               | 11                   | 0      | 0               | 2010-2011       | en cours        | –                                                                      |
| US Colomiers          | 9                    | 0      | 1               | 1995-1996       | 2003-2004       | –                                                                      |
| US Dax                | 9                    | 0      | 0               | 1995-1996       | 2008-2009       | –                                                                      |
| CA Bordeaux Bègles    | 8                    | 0      | 0               | 1995-1996       | 2002-2003       | –                                                                      |
| AS Béziers            | 8                    | 0      | 0               | 1996-1997       | 2004-2005       | –                                                                      |
| US Montauban          | 8                    | 0      | 0               | 1999-2000       | 2009-2010       | –                                                                      |
| FC Auch               | 5                    | 0      | 0               | 1998-1999       | 2007-2008       | –                                                                      |
| Stade montois         | 5                    | 0      | 0               | 1999-2000       | 2012-2013       | –                                                                      |
| RC Nîmes              | 4                    | 0      | 0               | 1995-1996       | 1999-2000       | –                                                                      |
| CA Périgueux          | 4                    | 0      | 0               | 1996-1997       | 2000-2001       | –                                                                      |
| Oyonnax Rugby         | 4                    | 0      | 0               | 2013-2014       | 2023-2024       | –                                                                      |
| RRC Nice              | 3                    | 0      | 0               | 1995-1996       | 1998-1999       | –                                                                      |
| Stade aurillacois     | 3                    | 0      | 0               | 1998-1999       | 2000-2001       | –                                                                      |
| SC Albi               | 3                    | 0      | 0               | 2006-2007       | 2009-2010       | –                                                                      |
| Clubs                 | Dans l'élite         | Titres | Finales perdues | Première saison | Dernière saison | Années de titre                                                        |

## Identité visuelle

Évolution du logo de la compétition.
De 2001 à 2004.
De 2005 à 2008.
De 2008 à 2012.
Depuis 2012.

## Palmarès

### Palmarès 1892-1914
| Date          | Vainqueur                 | Score      | Finaliste                   | Lieu                                                     | Spectateurs             |
| ------------- | ------------------------- | ---------- | --------------------------- | -------------------------------------------------------- | ----------------------- |
| 20 mars 1892  | Racing club de France (1) | 4 – 3,     | Stade français Paris        | Bagatelle, Paris                                         | 2 000                   |
| 19 mars 1893  | Stade français (1)        | 7 – 3      | Racing club de France       | Stade Dubonnet Courbevoie-Bécon-les-Bruyères, Courbevoie | 1 200                   |
| 18 mars 1894  | Stade français (2)        | 18 – 0     | International Athletic Club | Stade Dubonnet Courbevoie-Bécon-les-Bruyères, Courbevoie | 1 500                   |
| 17 mars 1895  | Stade français (3)        | 16 – 0     | Olympique                   | Stade Vélodrome, Courbevoie                              | 1 500                   |
| 5 avril 1896  | Olympique (1)             | 12 – 0     | Stade français Paris        | Stade Vélodrome, Courbevoie                              | 1 500                   |
| 1897          | Stade français (4)        | [ Note 8 ] | Olympique                   | Formule de poule unique                                  | Formule de poule unique |
| 1898          | Stade français (5)        | [ Note 9 ] | Racing club de France       | Formule de poule unique                                  | Formule de poule unique |
| 30 avril 1899 | Stade bordelais (1)       | 5 – 3      | Stade français              | Stade Sainte-Germaine, Le Bouscat                        | 3 000                   |
| 22 avril 1900 | Racing club de France (2) | 37 – 3     | Stade bordelais             | Stade de Levallois-Perret, Levallois-Perret              | 1 500                   |
| 31 mars 1901  | Stade français (6)        | 0 – 3      | Stade bordelais             | Stade Sainte-Germaine, Le Bouscat                        | 1 500                   |
| 23 mars 1902  | Racing club de France (3) | 6 – 0      | Stade bordelais             | Parc des Princes, Paris                                  | 1 000                   |
| 26 avril 1903 | Stade français (7)        | 16 – 8     | SOE Toulouse                | Parc de la prairie des Filtres, Toulouse                 | 5 000                   |
| 27 mars 1904  | Stade bordelais (2)       | 3 – 0      | Stade français Paris        | Parc de la Faisanderie, Saint-Cloud                      | 2 000                   |
| 16 avril 1905 | Stade bordelais (3)       | 12 – 3     | Stade français Paris        | Stade Sainte-Germaine, Le Bouscat                        | 6 000                   |
| 8 avril 1906  | Stade bordelais (4)       | 9 – 0      | Stade français Paris        | Parc des Princes, Paris                                  | 4 000                   |
| 24 mars 1907  | Stade bordelais (5)       | 14 – 3     | Stade français Paris        | Stade Sainte-Germaine, Le Bouscat                        | 12 000                  |
| 5 avril 1908  | Stade français (8)        | 16 – 3     | Stade bordelais             | Stade du Matin, Colombes                                 | 10 000                  |
| 4 avril 1909  | Stade bordelais (6)       | 17 – 0     | Stade toulousain            | Stade des Ponts Jumeaux, Toulouse                        | 15 000                  |
| 17 avril 1910 | FC Lyon (1)               | 13 – 8     | Stade bordelais             | Parc des Princes, Paris                                  | 8 000                   |
| 8 avril 1911  | Stade bordelais (7)       | 14 – 0     | SCUF                        | Stade Sainte-Germaine, Le Bouscat                        | 12 000                  |
| 31 mars 1912  | Stade toulousain (1)      | 8 – 6      | Racing club de France       | Stade des Ponts Jumeaux, Toulouse                        | 15 000                  |
| 20 avril 1913 | Aviron bayonnais (1)      | 31 – 8     | SCUF                        | Stade du Matin, Colombes                                 | 20 000                  |
| 3 mai 1914    | AS Perpignan (1)          | 8 – 7      | Stadoceste tarbais          | Stade des Ponts Jumeaux, Toulouse                        | 15 000                  |

### Palmarès 1920-1939
| Date          | Vainqueur              | Score    | Finaliste             | Lieu                                   | Spectateurs |
| ------------- | ---------------------- | -------- | --------------------- | -------------------------------------- | ----------- |
| 25 avril 1920 | Stadoceste tarbais (1) | 8 – 3    | Racing club de France | Stade Sainte-Germaine, Le Bouscat      | 20 000      |
| 17 avril 1921 | US Perpignan (1)       | 5 – 0    | Stade toulousain      | Parc des Sports de Sauclières, Béziers | 20 000      |
| 23 avril 1922 | Stade toulousain (2)   | 6 – 0    | Aviron bayonnais      | Stade Sainte-Germaine, Le Bouscat      | 20 000      |
| 13 mai 1923   | Stade toulousain (3)   | 3 – 0    | Aviron bayonnais      | Stade de Colombes, Colombes            | 15 000      |
| 27 avril 1924 | Stade toulousain (4)   | 3 – 0    | US Perpignan          | Parc Lescure, Bordeaux                 | 20 000      |
| 3 mai 1925    | US Perpignan (2)       | 5 – 0    | AS Carcassonne        | Stade Maraussan, Narbonne              | 20 000      |
| 2 mai 1926    | Stade toulousain (5)   | 11 – 0   | US Perpignan          | Parc Lescure, Bordeaux                 | 25 000      |
| 29 mai 1927   | Stade toulousain (6)   | 19 – 9   | Stade français Paris  | Stade des Ponts Jumeaux, Toulouse      | 20 000      |
| 6 mai 1928    | Section paloise (1)    | 6 – 4    | US Quillan            | Stade des Ponts Jumeaux, Toulouse      | 20 000      |
| 19 mai 1929   | US Quillan (1)         | 11 – 8   | FC Lézignan           | Stade des Ponts Jumeaux, Toulouse      | 20 000      |
| 18 mai 1930   | SU Agen (1)            | 4 – 0 ap | US Quillan            | Parc Lescure, Bordeaux                 | 28 000      |
| 10 mai 1931   | RC Toulon (1)          | 6 – 3    | Lyon OU               | Parc Lescure, Bordeaux                 | 10 000      |
| 5 mai 1932    | Lyon OU (1)            | 9 – 3    | RC Narbonne           | Parc Lescure, Bordeaux                 | 13 000      |
| 7 mai 1933    | Lyon OU (2)            | 10 – 3   | RC Narbonne           | Parc Lescure, Bordeaux                 | 15 000      |
| 13 mai 1934   | Aviron bayonnais (2)   | 13 – 8   | Biarritz olympique    | Stade des Ponts Jumeaux, Toulouse      | 18 000      |
| 12 mai 1935   | Biarritz olympique (1) | 3 – 0    | USA Perpignan         | Stade des Ponts Jumeaux, Toulouse      | 23 000      |
| 10 mai 1936   | RC Narbonne (1)        | 6 – 3    | AS Montferrand        | Stade des Ponts Jumeaux, Toulouse      | 25 000      |
| 2 mai 1937    | CS Vienne (1)          | 13 – 7   | AS Montferrand        | Stade des Ponts Jumeaux, Toulouse      | 17 000      |
| 8 mai 1938    | USA Perpignan (1)      | 11 – 6   | Biarritz olympique    | Stade des Ponts Jumeaux, Toulouse      | 24 600      |
| 30 avril 1939 | Biarritz olympique (2) | 6 – 0 ap | USA Perpignan         | Stade des Ponts Jumeaux, Toulouse      | 23 000      |

### Palmarès 1943-1970
Au cours de la saison 1939-1940, le championnat est remplacé, comme pendant la Première Guerre mondiale, par une Coupe de l'Espérance. Au cours de la saison 1941-1942, un « Challenge de l'Amitié » national se dispute, avec 32 clubs répartis en quatre poules, mais sans demi-finale ni finale.
| Date          | Vainqueur                 | Score      | Finaliste             | Lieu                              | Spectateurs |
| ------------- | ------------------------- | ---------- | --------------------- | --------------------------------- | ----------- |
| 21 mars 1943  | Aviron bayonnais (3)      | 3 – 0      | SU Agen               | Parc des Princes, Paris           | 28 000      |
| 26 mars 1944  | USA Perpignan (2)         | 20 – 5     | Aviron bayonnais      | Parc des Princes, Paris           | 35 000      |
| 7 avril 1945  | SU Agen (2)               | 7 – 3      | FC Lourdes            | Parc des Princes, Paris           | 30 000      |
| 24 mars 1946  | Section paloise (2)       | 11 – 0     | FC Lourdes            | Parc des Princes, Paris           | 30 000      |
| 13 avril 1947 | Stade toulousain (7)      | 10 – 3     | SU Agen               | Stade des Ponts Jumeaux, Toulouse | 25 000      |
| 18 avril 1948 | FC Lourdes (1)            | 11 – 3     | RC Toulon             | Stade des Ponts Jumeaux, Toulouse | 29 753      |
| 22 mai 1949   | Castres olympique (1)     | 14 – 3     | Stade montois         | Stade des Ponts Jumeaux, Toulouse | 23 000      |
| 16 avril 1950 | Castres olympique (2)     | 11 – 8     | Racing club de France | Stade des Ponts Jumeaux, Toulouse | 25 000      |
| 20 mai 1951   | US Carmaux (1)            | 14 – 12 ap | Stadoceste tarbais    | Stadium municipal, Toulouse       | 39 450      |
| 4 mai 1952    | FC Lourdes (2)            | 20 – 11    | USA Perpignan         | Stadium municipal, Toulouse       | 32 500      |
| 17 mai 1953   | FC Lourdes (3)            | 21 – 16    | Stade montois         | Stadium municipal, Toulouse       | 32 500      |
| 23 mai 1954   | FC Grenoble (1)           | 5 – 3      | US Cognac             | Stadium municipal, Toulouse       | 34 230      |
| 22 mai 1955   | USA Perpignan (3)         | 11 – 6     | FC Lourdes            | Parc Lescure, Bordeaux            | 39 764      |
| 3 juin 1956   | FC Lourdes (4)            | 20 – 0     | US Dax                | Stadium municipal, Toulouse       | 38 426      |
| 26 mai 1957   | FC Lourdes (5)            | 16 – 13    | Racing club de France | Stade de Gerland, Lyon            | 30 000      |
| 18 mai 1958   | FC Lourdes (6)            | 25 – 8     | SC Mazamet            | Stadium municipal, Toulouse       | 37 164      |
| 24 mai 1959   | Racing club de France (4) | 8 – 3      | Stade montois         | Parc Lescure, Bordeaux            | 31 098      |
| 22 mai 1960   | FC Lourdes (7)            | 14 – 11    | AS Béziers            | Stadium municipal, Toulouse       | 37 200      |
| 28 mai 1961   | AS Béziers (1)            | 6 – 3      | US Dax                | Stade de Gerland, Lyon            | 35 000      |
| 27 mai 1962   | SU Agen (3)               | 14 – 11    | AS Béziers            | Stadium municipal, Toulouse       | 37 705      |
| 2 juin 1963   | Stade montois (1)         | 9 – 6      | US Dax                | Parc Lescure, Bordeaux            | 39 000      |
| 24 mai 1964   | Section paloise (3)       | 14 – 0     | AS Béziers            | Stadium municipal, Toulouse       | 27 797      |
| 23 mai 1965   | SU Agen (4)               | 15 – 8     | CA Brive              | Stade de Gerland, Lyon            | 28 758      |
| 22 mai 1966   | SU Agen (5)               | 9- – 8     | US Dax                | Stadium municipal, Toulouse       | 28 803      |
| 28 mai 1967   | US Montauban (1)          | 11 – -3    | CA Bègles             | Parc Lescure, Bordeaux            | 32 115      |
| 16 juin 1968  | FC Lourdes (8)            | 9 – 9ap    | RC Toulon             | Stadium municipal, Toulouse       | 28 526      |
| 18 mai 1969   | CA Bègles (1)             | 11 – 9     | Stade toulousain      | Stade de Gerland, Lyon            | 22 191      |
| 17 mai 1970   | La Voulte sportif (1)     | 3 – 0      | AS Montferrand        | Stadium municipal, Toulouse       | 35 000      |

### Palmarès 1971-1995
| Date          | Vainqueur                 | Score      | Finaliste             | Lieu                        | Spectateurs |
| ------------- | ------------------------- | ---------- | --------------------- | --------------------------- | ----------- |
| 16 mai 1971   | AS Béziers (2)            | 15 – 9 ap  | RC Toulon             | Parc Lescure, Bordeaux      | 27 737      |
| 21 mai 1972   | AS Béziers (3)            | 9 – 0      | CA Brive              | Stade de Gerland, Lyon      | 31 161      |
| 20 mai 1973   | Stadoceste tarbais (2)    | 18 – 12    | US Dax                | Stadium municipal, Toulouse | 26 952      |
| 12 mai 1974   | AS Béziers (4)            | 16 – 14    | RC Narbonne           | Parc des Princes, Paris     | 40 609      |
| 18 mai 1975   | AS Béziers (5)            | 13 – 12    | CA Brive              | Parc des Princes, Paris     | 39 991      |
| 23 mai 1976   | SU Agen (6)               | 13 – 10 ap | AS Béziers            | Parc des Princes, Paris     | 40 300      |
| 29 mai 1977   | AS Béziers (6)            | 12 – 4     | USA Perpignan         | Parc des Princes, Paris     | 41 821      |
| 28 mai 1978   | AS Béziers (7)            | 31 – 9     | AS Montferrand        | Parc des Princes, Paris     | 42 004      |
| 27 mai 1979   | RC Narbonne (2)           | 10 – 0     | Stade bagnérais       | Parc des Princes, Paris     | 41 981      |
| 25 mai 1980   | AS Béziers (8)            | 10 – 6     | Stade toulousain      | Parc des Princes, Paris     | 43 350      |
| 23 mai 1981   | AS Béziers (9)            | 22 – 13    | Stade bagnérais       | Parc des Princes, Paris     | 44 106      |
| 29 mai 1982   | SU Agen (7)               | 18 – 9     | Aviron bayonnais      | Parc des Princes, Paris     | 41 165      |
| 28 mai 1983   | AS Béziers (10)           | 14 – 6     | RRC Nice              | Parc des Princes, Paris     | 43 100      |
| 26 mai 1984   | AS Béziers (11)           | 21 – 21ap  | SU Agen               | Parc des Princes, Paris     | 44 076      |
| 25 mai 1985   | Stade toulousain (8)      | 36 – 22 ap | RC Toulon             | Parc des Princes, Paris     | 37 000      |
| 24 mai 1986   | Stade toulousain (9)      | 16 – 6     | SU Agen               | Parc des Princes, Paris     | 45 145      |
| 22 mai 1987   | RC Toulon (2)             | 15 – 12    | Racing club de France | Parc des Princes, Paris     | 49 130      |
| 28 mai 1988   | SU Agen (8)               | 9 – 3      | Stadoceste tarbais    | Parc des Princes, Paris     | 49 370      |
| 27 mai 1989   | Stade toulousain (10)     | 18 – 12    | RC Toulon             | Parc des Princes, Paris     | 49 370      |
| 26 mai 1990   | Racing club de France (5) | 22 – 12 ap | SU Agen               | Parc des Princes, Paris     | 45 069      |
| 1er juin 1991 | CA Bègles Bordeaux (2)    | 19 – 10    | Stade toulousain      | Parc des Princes, Paris     | 49 370      |
| 6 juin 1992   | RC Toulon (3)             | 19 – 14    | Biarritz olympique    | Parc des Princes, Paris     | 49 370      |
| 5 juin 1993   | Castres olympique (3)     | 14 – 11    | FC Grenoble           | Parc des Princes, Paris     | 49 061      |
| 28 mai 1994   | Stade toulousain (11)     | 22 – 16    | AS Montferrand        | Parc des Princes, Paris     | 48 000      |
| 6 mai 1995    | Stade toulousain (12)     | 31 – 16    | Castres olympique     | Parc des Princes, Paris     | 48 615      |

### Palmarès depuis 1996
| Date            | Vainqueur                                                            | Score                                                                | Finaliste                                                            | Lieu                                                                 | Spectateurs                                                          |
| --------------- | -------------------------------------------------------------------- | -------------------------------------------------------------------- | -------------------------------------------------------------------- | -------------------------------------------------------------------- | -------------------------------------------------------------------- |
| 1er juin 1996   | Stade toulousain (13)                                                | 20 – 13                                                              | CA Brive                                                             | Parc des Princes, Paris                                              | 48 162                                                               |
| 31 mai 1997     | Stade toulousain (14)                                                | 12 – 6                                                               | CS Bourgoin-Jallieu                                                  | Parc des Princes, Paris                                              | 43 841                                                               |
| 16 mai 1998     | Stade français CASG (9)                                              | 34 – 7                                                               | USA Perpignan                                                        | Stade de France, Saint-Denis                                         | 78 000                                                               |
| 29 mai 1999     | Stade toulousain (15)                                                | 15 – 11                                                              | AS Montferrand                                                       | Stade de France, Saint-Denis                                         | 78 000                                                               |
| 15 juillet 2000 | Stade français CASG (10)                                             | 28 – 23                                                              | US Colomiers                                                         | Stade de France, Saint-Denis                                         | 46 809                                                               |
| 9 juin 2001     | Stade toulousain (16)                                                | 34 – 22                                                              | AS Montferrand                                                       | Stade de France, Saint-Denis                                         | 75 000                                                               |
| 8 juin 2002     | Biarritz olympique (3)                                               | 25 – 22 ap                                                           | SU Agen                                                              | Stade de France, Saint-Denis                                         | 78 457                                                               |
| 7 juin 2003     | Stade français CASG (11)                                             | 32 – 18                                                              | Stade toulousain                                                     | Stade de France, Saint-Denis                                         | 75 000                                                               |
| 26 juin 2004    | Stade français Paris (12)                                            | 38 – 20                                                              | USA Perpignan                                                        | Stade de France, Saint-Denis                                         | 79 486                                                               |
| 11 juin 2005    | Biarritz olympique (4)                                               | 37 – 34 ap                                                           | Stade français Paris                                                 | Stade de France, Saint-Denis                                         | 79 475                                                               |
| 10 juin 2006    | Biarritz olympique (5)                                               | 40 – 13                                                              | Stade toulousain                                                     | Stade de France, Saint-Denis                                         | 79 474                                                               |
| 9 juin 2007     | Stade français Paris (13)                                            | 23 – 18                                                              | ASM Clermont                                                         | Stade de France, Saint-Denis                                         | 79 654                                                               |
| 28 juin 2008    | Stade toulousain (17)                                                | 26 – 20                                                              | ASM Clermont                                                         | Stade de France, Saint-Denis                                         | 79 793                                                               |
| 6 juin 2009     | USA Perpignan (4)                                                    | 22 – 13                                                              | ASM Clermont                                                         | Stade de France, Saint-Denis                                         | 79 205                                                               |
| 29 mai 2010     | ASM Clermont (1)                                                     | 19 – 6                                                               | USA Perpignan                                                        | Stade de France, Saint-Denis                                         | 79 869                                                               |
| 4 juin 2011     | Stade toulousain (18)                                                | 15 – 10                                                              | Montpellier HR                                                       | Stade de France, Saint-Denis                                         | 77 000                                                               |
| 9 juin 2012     | Stade toulousain (19)                                                | 18 – 12                                                              | RC Toulon                                                            | Stade de France, Saint-Denis                                         | 79 612                                                               |
| 1er juin 2013   | Castres olympique (4)                                                | 19 – 14                                                              | RC Toulon                                                            | Stade de France, Saint-Denis                                         | 80 033                                                               |
| 31 mai 2014     | RC Toulon (4)                                                        | 18 – 10                                                              | Castres olympique                                                    | Stade de France, Saint-Denis                                         | 80 174                                                               |
| 13 juin 2015    | Stade français Paris (14)                                            | 12 – 6                                                               | ASM Clermont                                                         | Stade de France, Saint-Denis                                         | 78 783                                                               |
| 24 juin 2016    | Racing 92 (6)                                                        | 29 – 21                                                              | RC Toulon                                                            | Camp Nou, Barcelone                                                  | 99 124                                                               |
| 4 juin 2017     | ASM Clermont (2)                                                     | 22 – 16                                                              | RC Toulon                                                            | Stade de France, Saint-Denis                                         | 79 771                                                               |
| 2 juin 2018     | Castres olympique (5)                                                | 29 – 13                                                              | Montpellier HR                                                       | Stade de France, Saint-Denis                                         | 78 442                                                               |
| 15 juin 2019    | Stade toulousain (20)                                                | 24 – 18                                                              | ASM Clermont                                                         | Stade de France, Saint-Denis                                         | 79 786                                                               |
| 2020            | Fin de saison annulée en raison de la pandémie de Covid-19 en France | Fin de saison annulée en raison de la pandémie de Covid-19 en France | Fin de saison annulée en raison de la pandémie de Covid-19 en France | Fin de saison annulée en raison de la pandémie de Covid-19 en France | Fin de saison annulée en raison de la pandémie de Covid-19 en France |
| 25 juin 2021    | Stade toulousain (21)                                                | 18 – 8                                                               | Stade rochelais                                                      | Stade de France, Saint-Denis                                         | 14 000                                                               |
| 24 juin 2022    | Montpellier HR (1)                                                   | 29 – 10                                                              | Castres olympique                                                    | Stade de France, Saint-Denis                                         | 78 000                                                               |
| 17 juin 2023    | Stade toulousain (22)                                                | 29 – 26                                                              | Stade rochelais                                                      | Stade de France, Saint-Denis                                         | 79 804                                                               |
| 28 juin 2024    | Stade toulousain (23)                                                | 59 - 3                                                               | Union Bordeaux Bègles                                                | Stade Vélodrome, Marseille                                           | 66 760                                                               |
| 28 juin 2025    | Stade toulousain (24)                                                | 39 - 33 ap                                                           | Union Bordeaux Bègles                                                | Stade de France, Saint-Denis                                         | 78 534                                                               |

### Premier au terme de la phase régulière
Avant 2005 et l'adoption d'un format avec une phase régulière à poule unique, le championnat est auparavant disputé suivant un format préliminaire à plusieurs poules.
| Date | Premier de la phase régulière | Rang final                                     |
| ---- | ----------------------------- | ---------------------------------------------- |
| 2005 | Stade français Paris          | Finaliste                                      |
| 2006 | Biarritz olympique            | Champion                                       |
| 2007 | Stade français Paris          | Champion                                       |
| 2008 | ASM Clermont                  | Finaliste                                      |
| 2009 | USA Perpignan                 | Champion                                       |
| 2010 | USA Perpignan                 | Finaliste                                      |
| 2011 | Stade toulousain              | Champion                                       |
| 2012 | Stade toulousain              | Champion                                       |
| 2013 | ASM Clermont                  | Demi-finaliste                                 |
| 2014 | RC Toulon                     | Champion                                       |
| 2015 | RC Toulon                     | Demi-finaliste                                 |
| 2016 | ASM Clermont                  | Demi-finaliste                                 |
| 2017 | Stade rochelais               | Demi-finaliste                                 |
| 2018 | Montpellier HR                | Finaliste                                      |
| 2019 | Stade toulousain              | Champion                                       |
| 2020 | Union Bordeaux Bègles         | championnat arrêté à l'issue de la 17e journée |
| 2021 | Stade toulousain              | Champion                                       |
| 2022 | Castres olympique             | Finaliste                                      |
| 2023 | Stade toulousain              | Champion                                       |
| 2024 | Stade toulousain              | Champion                                       |
| 2025 | Stade toulousain              | Champion                                       |

### Palmarès Championnat de France Groupe B
Pour la saison 1973-1974, le championnat de France est divisé en deux, les groupes A et B avant d'être à nouveau unifié en 1975 puis à nouveau séparé en 1976.
Entre 1976 et 1979, les meilleurs clubs du groupe B rejoignent les meilleurs clubs du groupe A pour disputer le Bouclier de Brennus.
Entre 1980 et 1987, les deux championnats sont complètement séparés et Chambéry est le premier champion de France du groupe B.
Entre 1988 et 1991, une phase de brassage se déroulant en septembre et octobre, répartit les équipes pour le reste de la saison.
En 1992, les deux championnats sont à nouveau séparés dès le début de la saison mais les deux premiers des poules du groupe B rejoignent les meilleurs clubs du groupe A pour disputer le Bouclier de Brennus.
De 1993 à 1997, le groupe A et le groupe B sont à nouveau complètement séparés, les équipes de ce dernier ne pouvant plus atteindre les phases finales et le titre de champion de France.
- 1980 : SO Chambéry (1)
- 1981 : US Tyrosse (1)
- 1982 : Avenir aturin rugby (1)
- 1983 : SA Hagetmau (1)
- 1984 : CS Bourgoin-Jallieu (1)
- 1985 : US Marmande (1)
- 1986 : SC Angoulême (1)
- 1987 : Saint-Jean-de-Luz OR (1)
- 1988 : FCS Rumilly (1)
- 1989 : Castres olympique (1)
- 1990 : Stade montchaninois (1)
- 1991 : SC Graulhet (1)
- 1992 : RC Châteaurenard (1)
- 1993 : CA périgourdin (1)
- 1994 : RC Châteaurenard (2)
- 1995 : FC Lourdes (1)
- 1996 : Stade français CASG (1)
- 1997 : Balma ORC (1)

## Bilans

### Clubs

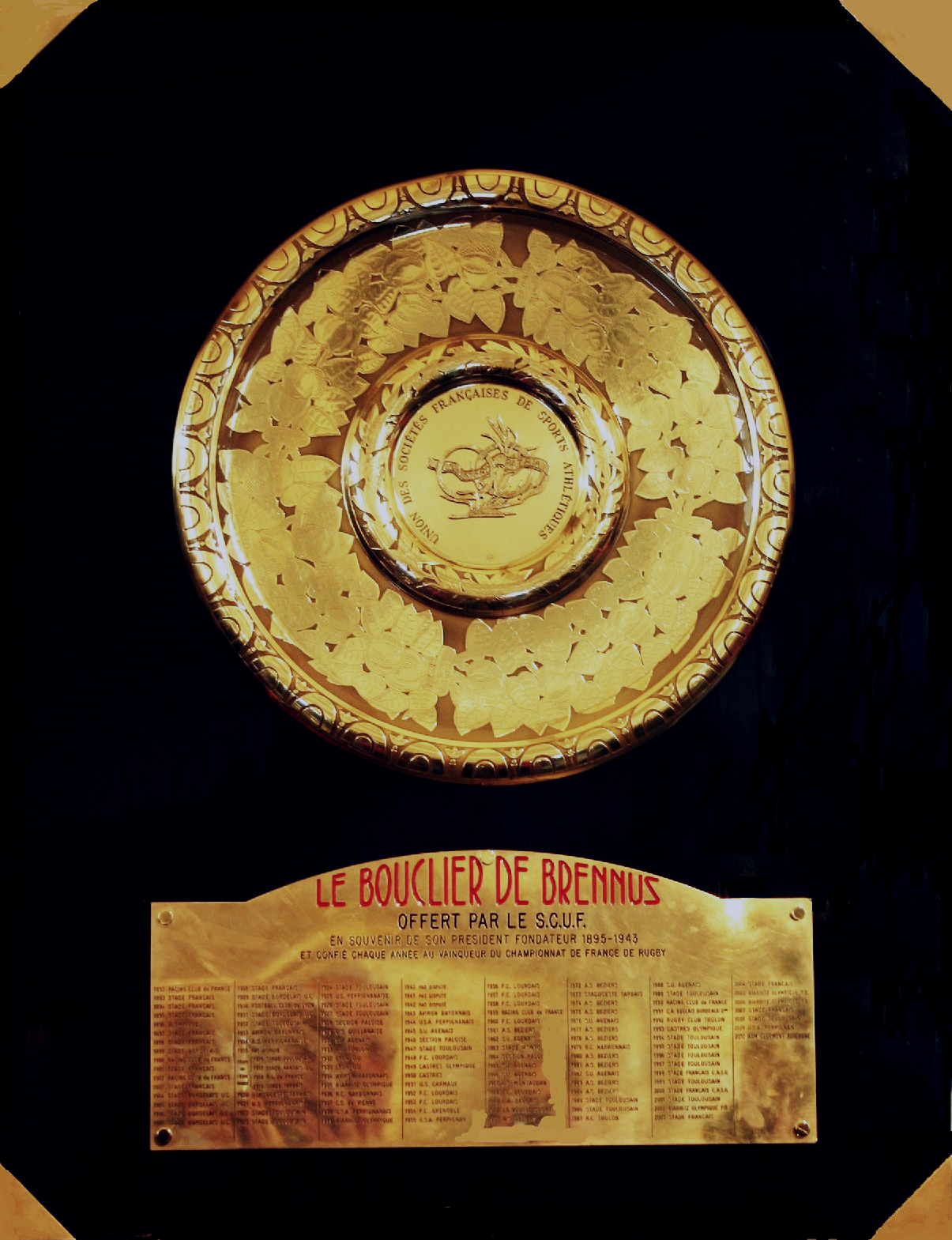
Le Bouclier de Brennus.

Treize clubs ont gagné au moins trois fois le championnat, dont les plus titrés sont :
- le Stade toulousain est en tête du bilan avec vingt-quatre titres, dont cinq remportés entre 1922 et 1927 et quatre consécutifs remportés de 1994 à 1997 ;
- le Stade français Paris est deuxième du bilan avec quatorze titres dont huit acquis jusqu'à 1908 et six depuis 1998. Il est avec le Racing 92, l'un des deux seuls à avoir été sacrés Champions de France sur trois siècles, soit aux XIXe, XXe et XXIe siècles ;
- l'AS Béziers avec onze titres dont dix acquis en cinq doublés consécutifs en quatorze ans (de 1971 à 1984 inclus) ;
- le SU Agen a remporté huit titres de champion de France de 1930 à 1988 ;
- le FC Lourdes a également dominé le championnat de France durant les années 1948-1968, avec huit titres remportés, dont six (avec un doublé et un triplé) de 1952 à 1960 ;
- le Stade bordelais a gagné sept titres (dont un quadruplé de 1904 à 1907), jouant douze finales sur treize durant les années 1899-1911, dont huit d'affilée entre 1904 et 1911 (record) ;
- le Racing 92, avec ses six titres, fait le grand écart de 1892 à 2016 ;
- le Biarritz olympique est cinq fois champion de France, dont deux titres en Top 14 en 2005 et 2006 ;
- le Castres olympique est cinq fois champion de France, dont deux titres en Top 14 en 2013 et 2018 (en étant sixième de la phase régulière, une première).
- l'USA Perpignan, également quatre titres étirés sur huit décennies (1938-2009) ;

Le record est de quatre titres consécutifs par le Stade bordelais de 1904 à 1907 et le Stade toulousain de 1994 à 1997.
Trois clubs ont réussi le triplé : le Stade français Paris en 1893, 1894 et 1895, le Stade toulousain en 1922, 1923 et 1924 ; ainsi qu'en 2023, 2024 et 2025, et le FC Lourdes en 1956, 1957 et 1958.
Enfin, sept clubs ont réussi le doublé lorsque le rugby était encore amateur : le Stade toulousain en 1926-1927 et en 1985-1986 ; le Stade français Paris en 1897-1898 ; le FC Lourdes en 1952-1953 ; l'AS Béziers à cinq reprises : 1971-1972, 1974-1975, 1977-1978, 1980-1981 et 1983-1984 ; le SU Agen en 1965-1966 ; le Castres olympique en 1949-1950 ; le Lyon OU en 1932-1933.
Toutefois, le championnat de France 1932 était privé de douze des meilleurs clubs français : ayant quitté la FFR pour créer leur propre championnat, l’Union française de rugby amateur (UFRA), en raison des maux dont souffre le rugby français à cette époque, maux taxés de « championnite ».
Depuis l'avènement du rugby professionnel et la création de la Ligue nationale de rugby en 1998, seuls trois clubs ont réussi à conserver leur titre : le Stade français en 2003-2004, le Biarritz olympique en 2005-2006 et le Stade toulousain en 2011-2012, 2019-2021 et 2023-2024.
L'ASM Clermont détient un anti-record : les Auvergnats ont participé à quatorze finales (1936, 1937, 1970, 1978, 1994, 1999, 2001, 2007, 2008, 2009, 2010, 2015, 2017 et 2019) mais n'ont gagné que celles de 2010 et 2017. Le RC Toulon, l'un de ses principaux rivaux des années 2010, arrive juste derrière avec treize finales disputées dont neuf perdues.
Au 1er juillet 2022, depuis l'avènement du rugby professionnel en 1995, l'ASM Clermont et le Stade toulousain arrivent en tête des clubs français ayant disputé le plus grand nombre de finales de championnat de France, respectivement neuf et onze, et toutes compétitions confondues, respectivement dix-sept et dix-neuf finales.
Toulouse (11/13), le Stade français Paris (6/7), Biarritz (3/3), Clermont (2/9) et Castres (2/4) sont les clubs les plus titrés de l’ère professionnelle depuis 1995. Perpignan, Toulon, le Racing et Montpellier remportent les quatre autres titres mis en jeu.
| Rang | Club                  | Nombre de titres | Premier / dernier | Finales perdues | Première / dernière | Nombre de finales | Division en 2024-2025 |
| ---- | --------------------- | ---------------- | ----------------- | --------------- | ------------------- | ----------------- | --------------------- |
| 1    | Stade toulousain      | 24               | 1912 / 2025       | 7               | 1909 / 2006         | 31                | Top 14                |
| 2    | Stade français Paris  | 14               | 1893 / 2015       | 9               | 1892 / 2005         | 23                | Top 14                |
| 3    | AS Béziers            | 11               | 1961 / 1984       | 4               | 1960 / 1976         | 15                | Pro D2                |
| 4    | SU Agen               | 8                | 1930 / 1988       | 6               | 1943 / 2002         | 14                | Pro D2                |
| 5    | FC Lourdes            | 8                | 1948 / 1968       | 3               | 1945 / 1955         | 11                | Fédérale 1            |
| 6    | Stade bordelais       | 7                | 1899 / 1911       | 5               | 1900 / 1910         | 12                | Fédérale 3            |
| 7    | Racing 92             | 6                | 1892 / 2016       | 7               | 1893 / 1987         | 13                | Top 14                |
| 8    | Biarritz olympique    | 5                | 1935 / 2006       | 3               | 1934 / 1992         | 8                 | Pro D2                |
| 8    | Castres olympique     | 5                | 1949 / 2018       | 3               | 1995 / 2022         | 8                 | Top 14                |
| 10   | RC Toulon             | 4                | 1931 / 2014       | 9               | 1948 / 2017         | 13                | Top 14                |
| 11   | USA Perpignan         | 4                | 1938 / 2009       | 7               | 1935 / 2010         | 11                | Top 14                |
| 12   | Aviron bayonnais      | 3                | 1913 / 1943       | 4               | 1922 / 1982         | 7                 | Top 14                |
| 13   | Section paloise       | 3                | 1928 / 1964       | 0               | –                   | 3                 | Top 14                |
| 14   | ASM Clermont          | 2                | 2010 / 2017       | 12              | 1936 / 2019         | 14                | Top 14                |
| 15   | Stado Tarbes          | 2                | 1920 / 1973       | 3               | 1914 / 1988         | 5                 | Nationale             |
| 15   | RC Narbonne           | 2                | 1936 / 1979       | 3               | 1932 / 1974         | 5                 | Nationale             |
| 17   | US Perpignan          | 2                | 1921 / 1925       | 2               | 1924 / 1926         | 4                 | Disparu               |
| 18   | Lyon OU               | 2                | 1932 / 1933       | 1               | 1931                | 3                 | Top 14                |
| 18   | CA Bègles             | 2                | 1969 / 1991       | 1               | 1967                | 3                 | –                     |
| 20   | Stade montois         | 1                | 1963              | 3               | 1949 / 1959         | 4                 | Pro D2                |
| 21   | Olympique             | 1                | 1896              | 2               | 1895 / 1897         | 3                 | Disparu               |
| 21   | US Quillan            | 1                | 1929              | 2               | 1928 / 1930         | 3                 | Disparu               |
| 21   | Montpellier HR        | 1                | 2022              | 2               | 2011 / 2018         | 3                 | Top 14                |
| 24   | FC Grenoble           | 1                | 1954              | 1               | 1993                | 2                 | Pro D2                |
| 25   | FC Lyon               | 1                | 1910              | 0               | –                   | 1                 | Disparu               |
| 25   | AS Perpignan          | 1                | 1914              | 0               | –                   | 1                 | Disparu               |
| 25   | CS Vienne             | 1                | 1937              | 0               | –                   | 1                 | Nationale 2           |
| 25   | US Carmaux            | 1                | 1951              | 0               | –                   | 1                 | Régionale 2           |
| 25   | US Montauban          | 1                | 1967              | 0               | –                   | 1                 | Pro D2                |
| 25   | La Voulte sportif     | 1                | 1970              | 0               | –                   | 1                 | Disparu               |
| 31   | US Dax                | 0                | –                 | 5               | 1956 / 1973         | 5                 | Pro D2                |
| 32   | CA Brive              | 0                | –                 | 4               | 1965 / 1996         | 4                 | Pro D2                |
| 33   | SCUF                  | 0                | –                 | 2               | 1911 / 1913         | 2                 | Fédérale 2            |
| 33   | Stade bagnérais       | 0                | –                 | 2               | 1979 / 1981         | 2                 | Fédérale 1            |
| 33   | Stade rochelais       | 0                | –                 | 2               | 2021 / 2023         | 2                 | Top 14                |
| 33   | Union Bordeaux Bègles | 0                | –                 | 2               | 2024 / 2025         | 2                 | Top 14                |
| 37   | International AC      | 0                | –                 | 1               | 1894                | 1                 | Disparu               |
| 37   | SOE Toulouse          | 0                | –                 | 1               | 1903                | 1                 | Disparu               |
| 37   | US Carcassonne        | 0                | –                 | 1               | 1925                | 1                 | Nationale             |
| 37   | FC Lézignan           | 0                | –                 | 1               | 1929                | 1                 | Élite 1               |
| 37   | US Cognac             | 0                | –                 | 1               | 1954                | 1                 | Fédérale 1            |
| 37   | SC Mazamet            | 0                | –                 | 1               | 1958                | 1                 | Fédérale 1            |
| 37   | RRC Nice              | 0                | –                 | 1               | 1983                | 1                 | Disparu               |
| 37   | CS Bourgoin-Jallieu   | 0                | –                 | 1               | 1997                | 1                 | Nationale             |
| 37   | Colomiers rugby       | 0                | –                 | 1               | 2000                | 1                 | Pro D2                |

### Depuis 1995: passage au professionnalisme
Depuis l'avènement de l'ère professionnelle lors de la saison 1995-1996, 34 clubs ont disputé au moins trois saisons dans l'élite et seulement 3 ont participé à toutes les éditions (Toulouse, Castres et Clermont). Toutefois, lors des treize premières saisons de cette ère, seuls trois clubs ont conquis le Bouclier de Brennus : le Stade français cinq fois, le Stade toulousain cinq fois et le Biarritz olympique trois fois. Perpignan met fin à ce partage à trois en 2009.
| Clubs                 | Saisons dans l'élite | Titres | Finales perdues | Première saison | Dernière saison | Années de titre                                                        |
| --------------------- | -------------------- | ------ | --------------- | --------------- | --------------- | ---------------------------------------------------------------------- |
| Stade toulousain      | 28                   | 12     | 2               | 1995-1996       | en cours        | 1996, 1997, 1999, 2001, 2008, 2011, 2012, 2019, 2021, 2023, 2024, 2025 |
| ASM Clermont          | 28                   | 2      | 7               | 1995-1996       | en cours        | 2010, 2017                                                             |
| Castres olympique     | 28                   | 2      | 2               | 1995-1996       | en cours        | 2013, 2018                                                             |
| Stade français Paris  | 26                   | 6      | 1               | 1997-1998       | en cours        | 1998, 2000, 2003, 2004, 2007, 2015                                     |
| CA Brive              | 24                   | 0      | 1               | 1995-1996       | en cours        | –                                                                      |
| USA Perpignan         | 22                   | 1      | 3               | 1995-1996       | en cours        | 2009                                                                   |
| RC Toulon             | 21                   | 1      | 4               | 1995-1996       | en cours        | 2014                                                                   |
| Montpellier HR        | 21                   | 1      | 2               | 1995-1996       | en cours        | 2022                                                                   |
| SU Agen               | 20                   | 0      | 1               | 1995-1996       | 2020-2021       | –                                                                      |
| Union Bordeaux Bègles | 20                   | 0      | 1               | 1995-1996       | en cours        | –                                                                      |
| Biarritz olympique    | 19                   | 3      | 0               | 1996-1997       | 2021-2022       | 2002, 2005, 2006                                                       |
| Section paloise       | 19                   | 0      | 0               | 1995-1996       | en cours        | –                                                                      |
| Racing 92             | 17                   | 1      | 0               | 1995-1996       | en cours        | 2016                                                                   |
| CS Bourgoin-Jallieu   | 16                   | 0      | 1               | 1995-1996       | 2010-2011       | –                                                                      |
| Aviron bayonnais      | 16                   | 0      | 0               | 1995-1996       | en cours        | –                                                                      |
| FC Grenoble           | 15                   | 0      | 0               | 1995-1996       | 2018-2019       | –                                                                      |
| Stade rochelais       | 15                   | 0      | 2               | 1997-1998       | en cours        | –                                                                      |
| RC Narbonne           | 12                   | 0      | 0               | 1995-1996       | 2006-2007       | –                                                                      |
| Lyon OU               | 9                    | 0      | 0               | 2010-2011       | en cours        | –                                                                      |
| US Colomiers          | 9                    | 0      | 1               | 1995-1996       | 2003-2004       | –                                                                      |
| US Dax                | 9                    | 0      | 0               | 1995-1996       | 2008-2009       | –                                                                      |
| AS Béziers            | 8                    | 0      | 0               | 1996-1997       | 2004-2005       | –                                                                      |
| US Montauban          | 8                    | 0      | 0               | 1999-2000       | 2009-2010       | –                                                                      |
| FC Auch               | 5                    | 0      | 0               | 1998-1999       | 2007-2008       | –                                                                      |
| Stade montois         | 5                    | 0      | 0               | 1999-2000       | 2012-2013       | –                                                                      |
| RC Nîmes              | 4                    | 0      | 0               | 1995-1996       | 1999-2000       | –                                                                      |
| CA Périgueux          | 4                    | 0      | 0               | 1996-1997       | 2000-2001       | –                                                                      |
| Oyonnax Rugby         | 4                    | 0      | 0               | 2013-2014       | 2023-2024       | –                                                                      |
| RRC Nice              | 3                    | 0      | 0               | 1995-1996       | 1998-1999       | –                                                                      |
| Stade aurillacois     | 3                    | 0      | 0               | 1998-1999       | 2000-2001       | –                                                                      |
| SC Albi               | 3                    | 0      | 0               | 2006-2007       | 2009-2010       | –                                                                      |
| Clubs                 | Dans l'élite         | Titres | Finales perdues | Première saison | Dernière saison | Années de titre                                                        |

### Régions
Le rugby est en France le deuxième sport collectif le plus populaire, même si dans certaines régions il fait jeu égal avec le football. Les régions du sud-ouest sont celles où ce sport est le plus pratiqué et suivi, tandis qu'au nord de l'hexagone, il est beaucoup moins populaire. Depuis la professionnalisation des 1re et 2e division en 1998 puis 2001 jusqu'à la saison 2016-2017, hormis en Île-de-France – ainsi que lors de la saison 2001-2002 en 2e division avec l'US Tours – il n'y avait aucun club de la moitié nord de la France en division professionnelle. Depuis, Vannes, Nevers et Rouen sont devenus les seuls clubs de la moitie nord à atteindre la seconde division. En 2024, Vannes devient le premier club de la moitié nord de la France, hors Île-de-France, depuis la professionnalisation à atteindre la première division. Depuis l'arrivée du professionnalisme dans le monde du rugby (1995-1996), la majorité des nations majeures dans ce sport ont choisi de regrouper les clubs en provinces franchisées. En France, les clubs sont très populaires et font partie du patrimoine culturel ; la France est aujourd'hui la seule nation avec l'Angleterre à avoir gardé son système de promotion/relégation dans le championnat d'élite. Voici le palmarès du championnat de France, recensé par région :
| Région                     | Titres | Clubs | Finales perdues | Clubs |
| -------------------------- | ------ | --- | --------------- | --- |
| Occitanie                  | 63     | Stade toulousain (24) ; AS Béziers (11) ; FC Lourdes (8) ; Castres olympique (5) ; USA Perpignan (4) ; RC Narbonne (2) ; US Perpignan (2) ; Tarbes PR (2) ; Montpellier HR (1) ; US Montauban (1) ; US Carmaux (1) ; US Quillan (1) ; AS Perpignan (1) | 42              | USA Perpignan (7) ; Stade toulousain (7) ; AS Béziers (4) ; Castres olympique (3) ; RC Narbonne (3) ; Tarbes PR (3) ; FC Lourdes (3) ; Stade bagnérais (2) ; US Quillan (2) ; Montpellier HR (2) ; US Perpignan (2) ; SC Mazamet (1) ; US Colomiers (1) ; US Carcassonne (1) ; FC Lézignan (1) |
| Nouvelle-Aquitaine         | 29     | SU Agen (8) ; Stade bordelais (7) ; Biarritz olympique (5) ; Aviron bayonnais (3) ; Section paloise (3) ; CA Bordeaux Bègles (2) ; Stade montois (1)                                                                                                   | 35              | SU Agen (6) ; Stade bordelais (5) ; US Dax (5) ; Aviron bayonnais (4) ; CA Brive (4) ; Biarritz olympique (3) ; Stade montois (3) ; Union Bordeaux Bègles (2) CA Bordeaux Bègles (1) ; US Cognac (1) ; Stade rochelais (1)                                                                     |
| Île-de-France              | 21     | Stade français (14) ; Racing 92 (6) ; Olympique (1) | 18              | Stade français (8) ; Racing 92 (6) ; SCUF (2) ; Olympique (2) |
| Auvergne-Rhône-Alpes       | 8      | Lyon OU (2) ; ASM Clermont Auvergne (2) ; FC Lyon (1) ; FC Grenoble (1) ; CS Vienne (1) ; La Voulte sportif (1) | 15              | ASM Clermont (12) ; Lyon OU (1) ; FC Grenoble (1) ; CS Bourgoin-Jallieu (1) |
| Provence-Alpes-Côte d'Azur | 4      | RC Toulon (4) | 10              | RC Toulon (9) ; RRC Nice (1) |

### Joueurs
Le tableau suivant donne la liste des joueurs qui ont remporté le plus souvent le titre de champion de France, et à titre indicatif les honneurs de vice-champion. Les quatre premières places sont prises par des joueurs de l'AS Béziers et les neuf premiers appartiennent à trois clubs seulement : l'AS Béziers, le Stade toulousain et le FC Lourdes. Viennent ensuite le Stade français et le Stade bordelais.
| Joueur            | Nationalité | Champion | Vice-champion |
| ----------------- | ----------- | -------- | ------------- |
| Armand Vaquerin   | France      | 10       | 1             |
| Jean-Louis Martin | France      | 9        | –             |
| Alain Estève      | France      | 8        | 1             |
| Michel Palmié     | France      | 8        | 1             |
| Antoine Labazuy   | France      | 7        | 1             |
| Jack Cantoni      | France      | 7        | 1             |
| Hugues Miorin     | France      | 7        | 1             |
| Jérôme Cazalbou   | France      | 7        | 1             |
| Henri Amand       | France      | 6        | 6             |
| Louis Dedet       | France      | 6        | 5             |
| Marcel Laffitte   | France      | 6        | 5             |
| Marc Giacardy     | France      | 6        | 4             |
| Jean Prat         | France      | 6        | 3             |
| Auguste Giroux    | France      | 6        | 2             |
| Maurice Bruneau   | France      | 6        | 2             |
| Paulo Paranhos    | Brésil      | 6        | 2             |
| Thomas Mantérola  | France      | 6        | 1             |
| Maurice Prat      | France      | 6        | 1             |
| Louis Guinle      | France      | 6        | 1             |
| Roger Martine     | France      | 6        | 1             |
| Richard Astre     | France      | 6        | 1             |
| Henri Cabrol      | France      | 6        | 1             |
| Georges Senal     | France      | 6        | 1             |
| Olivier Saïsset   | France      | 6        | 1             |
| René Séguier      | France      | 6        | 1             |

| Joueur              | Nationalité           | Champion | Vice-champion |
| ------------------- | --------------------- | -------- | ------------- |
| Alain Paco          | France                | 6        | 1             |
| Claude Portolan     | France                | 6        | 1             |
| Michel Fabre        | France                | 6        | –             |
| Franck Belot        | France                | 6        | –             |
| Christian Califano  | France                | 6        | –             |
| Stéphane Ougier     | France                | 6        | –             |
| François Borde      | France                | 5+1      | 2             |
| Jérôme Fillol       | France                | 5        | 2             |
| Pascal Laporte      | France                | 5        | 3             |
| Hélier Thil         | France                | 5        | 3             |
| Albert Cigagna      | France                | 5        | 2             |
| Edmond Mamelle      | France                | 5        | 1             |
| François Labazuy    | France                | 5        | 1             |
| Christophe Dominici | France                | 5        | 1             |
| Sylvain Marconnet   | France                | 5        | 1             |
| David Auradou       | France                | 5        | 1             |
| André Laffont       | France                | 5        | 1             |
| Pieter de Villiers  | France Afrique du Sud | 5        | 1             |
| Pierre Rabadan      | France                | 5        | 1             |
| Maxime Médard       | France                | 5        | 1             |
| Yvan Buonomo        | France                | 5        | –             |
| Pierre Lacans       | France                | 5        | –             |
| Gabriel Serres      | France                | 5        | –             |
| Thierry Dusautoir   | France                | 5        | –             |
| Yohan Montès        | France                | 5        | –             |

Cinq joueurs ont remporté le championnat avec trois clubs différents : Marcel Baillette, Arnaud Marquesuzaa, Maxime Mermoz, Yohan Montès et Rémi Lamerat
De nombreux joueurs ont remporté le titre avec deux clubs différents (liste ouverte) : Jean-Guy Gautier, Alexandre Pharamond, Adolphe Jauréguy (et finaliste avec deux autres clubs), François Borde, Jean Larrieu, Albert Cazenave, Eugène Ribère, Jean Matheu-Cambas, André Abadie, Michel Crauste, François Moncla, Didier Codorniou, Geoffrey Abadie, Vincent Moscato, Serge Simon, Philippe Gimbert, Olivier Roumat, Jérôme Fillol, Benoît August, Jacques Sagols, Marc Lièvremont, Thierry Dusautoir, Olivier Olibeau, David Skrela, Census Johnston, Nicolas Jeanjean, Shaun Sowerby, Lionel Beauxis, Frédéric Michalak, Benjamin Noirot, Seremaia Bai, Julien Dupuy, Sylvain Nicolas, Virgile Lacombe, Dimitri Szarzewski, Chris Masoe, Dan Carter, Rémi Talès, Marc Andreu, Martin Castrogiovanni, Antonie Claassen, Brice Dulin, Yannick Nyanga, Benjamin Kayser, Damien Chouly, Adrien Planté, Daniel Kotze, Christophe Samson, Loïc Jacquet, Ludovic Radosavljevic, David Smith, Iosefa Tekori, Piula Faasalele, Geoffrey Doumayrou, Florian Verhaeghe…
Beaucoup de grands joueurs n'ont jamais été champions de France (liste ouverte) : Jean-Pierre Romeu, Francis Haget, Serge Blanco, Philippe Saint-André, Jean-Marc Lhermet, Jean-Pierre Rives, Jean-Claude Skrela, Pierre Albaladejo, Pascal Ondarts, Pierre Dospital, Jean-Luc Sadourny, Gérald Merceron, Patrice Lagisquet, Olivier Magne, Christophe Lamaison, Richard Dourthe, Olivier Milloud, Pierre Mignoni, Gonzalo Quesada, Lionel Nallet…

## Records

### Meilleurs marqueurs d'essais
Le tableau suivant donne les meilleurs marqueurs d'essais (50 essais et plus) du championnat de France de rugby à XV depuis le passage à l'ère professionnelle au 15 septembre 2024. Ce classement est dominé par l'ailier Vincent Clerc.
Les noms en gras indiquent les joueurs encore en activité dans le championnat de France.
Entre parenthèses le nombre d'essais inscrits dans chaque club.
| Classement | Joueur             | Nationalité      | Club(s) important(s)                                                                | Total d'essais |
| ---------- | ------------------ | ---------------- | ----------------------------------------------------------------------------------- | -------------- |
| 1          | Vincent Clerc      | France           | Stade toulousain (98), RC Toulon (3)                                                | 101            |
| 2          | Laurent Arbo       | France           | Montpellier HR (25), Castres olympique (1), USA Perpignan (67), Section paloise (7) | 100            |
| 3          | Aurélien Rougerie  | France           | ASM Clermont (96)                                                                   | 96             |
| 4          | Maxime Médard      | France           | Stade toulousain (91)                                                               | 91             |
| 5          | Napolioni Nalaga   | Fidji            | ASM Clermont (80), Lyon OU (7)                                                      | 87             |
| 6          | Timoci Nagusa      | Fidji            | Montpellier HR (80)                                                                 | 80             |
| 7          | Juan Imhoff        | Argentine        | Racing 92 (79)                                                                      | 79             |
| 8          | Julien Arias       | France           | Colomiers Rugby (6), Stade français Paris (71)                                      | 77             |
| 9          | Waisea Nayacalevu  | Fidji            | Stade français Paris (67), RC Toulon (5)                                            | 72             |
| 10         | Baptiste Couilloud | France           | Lyon OU (71)                                                                        | 71             |
| 11         | Josua Tuisova      | Fidji            | RC Toulon (41), Lyon OU (26), Racing 92 (3)                                         | 70             |
| -          | Alivereti Raka     | France           | ASM Clermont (70)                                                                   | 70             |
| 13         | Cedric Heymans     | France           | Stade toulousain (65)                                                               | 65             |
| 14         | Teddy Thomas       | France           | Biarritz olympique (6), Racing 92 (44), Stade rochelais (14)                        | 64             |
| 15         | Yoann Huget        | France           | Aviron bayonnais (16), Stade toulousain (45)                                        | 61             |
| -          | Gaël Fickou        | France           | Stade toulousain (32), Stade français (11), Racing 92 (18)                          | 61             |
| -          | Damian Penaud      | France           | ASM Clermont (40), Union Bordeaux Bègles (21)                                       | 61             |
| 18         | Marc Andreu        | France           | Castres olympique (28), Racing 92, (25), Stade rochelais (7)                        | 60             |
| 19         | Julien Candelon    | France           | RC Narbonne (38), USA Perpignan (20)                                                | 58             |
| 20         | David Smith        | Nouvelle-Zélande | RC Toulon (32), Castres olympique (24)                                              | 56             |
| 21         | Noa Nakaitaci      | France           | ASM Clermont (34), Lyon OU (20)                                                     | 54             |
| 22         | Takudzwa Ngwenya   | États-Unis       | Biarritz olympique (50), CA Brive (2)                                               | 52             |
| -          | Louis Picamoles    | France           | Montpellier HR (30), Stade toulousain (20), Union Bordeaux Bègles (2)               | 52             |
| -          | Thomas Combezou    | France           | Stade Rochelais (5), Montpellier HR (6), Castres Olympique (41)                     | 52             |
| 25         | Alex Tulou         | Nouvelle-Zélande | CS Bourgoin-Jallieu (3), Montpellier HR (21), Castres olympique (26)                | 50             |

### Meilleurs buteurs
Les noms en gras indiquent les joueurs encore en activité dans le championnat de France.
Entre parenthèses, le nombre de points inscrits dans chaque club.
| Rang | Joueur               | Clubs | Période   | Nombre         |
| ---- | -------------------- | --- | --------- | -------------- |
| 1    | Richard Dourthe      | US Dax (?), Stade français (?), AS Béziers (320), Union Bordeaux Bègles (230), Castres olympique (362), Aviron bayonnais (720) | 1996-2008 | 3 004 ou 3 040 |
| 2    | Romain Teulet        | Castres olympique (2 612) | 2001-2014 | 2 612          |
| 3    | Brock James          | ASM Clermont (2 068), Stade rochelais (309), Union Bordeaux Bègles (75), Stade rochelais (42)                                  | 2006-2020 | 2 494          |
| 4    | Benjamín Urdapilleta | US Oyonnax (550), Castres olympique (1 679), ASM Clermont (223)                                                                | 2013-     | 2 452          |
| 5    | Dimitri Yachvili     | Biarritz olympique (2 304) | 2002-2014 | 2 304          |
| 6    | Jonathan Wisniewski  | Castres olympique (9), Racing 92 (907), FC Grenoble (796), RC Toulon (31), Lyon OU (515)                                       | 2006-2021 | 2 258          |
| 7    | Gaëtan Germain       | CS Bourgoin-Jallieu (47), Racing 92 (150), CA Brive (1 350), FC Grenoble (238), Aviron bayonnais (246)                         | 2010-     | 2 031          |
| 8    | Lionel Beauxis       | Section paloise (323), Stade français Paris (700), Stade toulousain (456), Union Bordeaux Bègles (212), Lyon OU (240)          | 2003-2019 | 1 931          |
| 9    | David Skrela         | US Colomiers (434), Stade français Paris (900), Stade toulousain (404), ASM Clermont (189)                                     | 1997-2013 | 1 927          |
| 10   | Benjamin Boyet       | CS Bourgoin-Jallieu (1 232), Aviron bayonnais (557)                                                                            | 1997-2013 | 1 789          |
| 11   | Morgan Parra         | CS Bourgoin-Jallieu (41), ASM Clermont (1 697)                                                                                 | 2006-2023 | 1 738          |
| 12   | Thomas Ramos         | Stade toulousain (1 637) | 2011-     | 1 637          |

### Distinctions individuelles
Il y a plusieurs distinctions individuelles attribuées au terme d'une saison du championnat de France. Depuis 1954, les Oscars du Midi olympique récompensent notamment les trois meilleurs joueurs et le meilleur entraîneur du championnat de France. Depuis 2004, la Ligue nationale de rugby, associée aux syndicats Provale et TECH XV, remet également ses récompenses lors de la Nuit du rugby.

## Organisation du championnat
La formule retenue pour la désignation du champion de France de rugby à XV et le nombre de clubs qui participent à la compétition ont changé de nombreuses fois. Quel que soit le nombre de clubs participant, le championnat se déroule depuis la fin de la Seconde Guerre mondiale en deux temps :
- une phase de qualification, regroupant les clubs en poules, en général géographiques ; il y eut certaines années une deuxième phase de poules intégrant les meilleurs de la première phase
- une phase finale avec des matchs à élimination directe à chaque tour.

### Évolution de la formule: époque amateur
Entre 1892 et 1898, seuls quelques clubs parisiens s’affrontent entre eux. Mais l’ouverture du championnat aux clubs de province en 1899 nécessite la mise en place d’un mode de sélection pour les phases finales à peu près objectif. Jusqu’à la Première Guerre mondiale, les participants sont donc issus de championnats régionaux (entre trois et dix-sept suivant les années) et disputent des phases finales à élimination directe. Après 1919, le championnat devient réellement national, avec des poules géographiques, dont les vainqueurs disputaient une deuxième phase de poule, avant des phases finales. Le nombre de clubs varie alors en général entre 40 et 54.
Interrompu entre 1939 et 1942, le championnat reprend pendant l’Occupation et cherche sa formule idéale. Signe des tâtonnements et des incertitudes liés au contexte, la saison 1942-1943 comprend 95 clubs, celle de 1943-1944 en regroupe 96, et celle de 1944-1945… 126 ! La stabilisation apportée par la fin du conflit permet de repartir sur des bases plus solides. La saison 1946-1947 comprend trois phases qualificatives successives avec 64, 32, puis 16 clubs qualifiés pour les huitièmes de finale.
Entre 1947-1948 et 1991-1992, une phase qualificative permet de retenir 32 équipes pour disputer des seizièmes de finale ou 16 équipes pour disputer des huitièmes de finale. On établissait un tableau des rencontres, qui était fonction du classement des équipes pendant la phase de qualification (le premier classé rencontrant le dernier qualifié, le 2e l’avant dernier, etc.) et la qualification pour les tours suivants se faisait en général sur un seul match.
Des clubs comme Agen (1963) ou Grenoble (1981), leaders de la saison régulière se font pour l’occasion sortir dès les seizièmes de finales.
La compétition est disputée par un nombre d’équipes qui est successivement de 40 (1947-1948 à 1950-1951), 64 (1951-1952 et 1952-1953), 48 (1953-1954 à 1958-1959), 56 (1959-1960 à 1966-1967), 64 (1967-1968 à 1974-1975), 80 (1975-1976 à 1978-1979) et 40 (1979-1980 à 1985-1986).

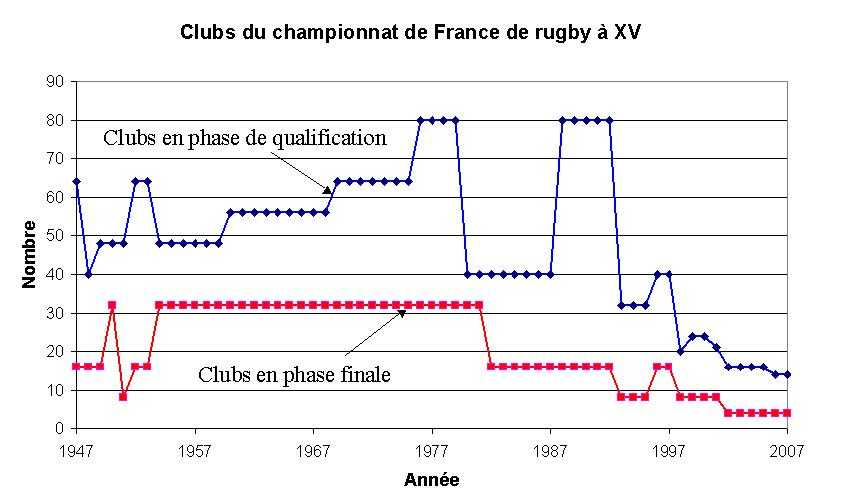
Évolution du nombre de clubs disputant les phases qualificatives et finales entre 1947 et 2007.

De la saison 1959-1960 à la saison 1966-1967 la première division se compose de 56 clubs répartis en sept poules de huit clubs. Les clubs classés aux quatre premières places et les quatre meilleurs cinquièmes se rencontrent pour les seizièmes de finale du championnat de France.
De la saison 1967-1968 à la saison 1974-1975, le championnat passe à 64 clubs répartis en huit poules de huit clubs. Les clubs classés aux quatre premières places de chaque groupe sont qualifiés pour les seizièmes de finale.
Une innovation des plus originales se produit à l’occasion de la saison 1973-1974. Les 64 clubs sont répartis à parts égales entre deux groupes : le Groupe A, regroupant les 32 meilleurs de la saison précédente, et le Groupe B, regroupant les 32 suivants. Le Groupe A qualifie 24 clubs pour la phase finale, et le Groupe B 8, de sorte que des clubs classés a priori dans une division inférieure peuvent se qualifier pour les phases finales de la division supérieure et donc, en théorie, remporter le championnat de France. Cette invention avait pour bénéfice (essentiellement politique pour le président de la Fédération, qui était élu par les présidents de clubs) de maintenir l’illusion d’une première division élargie et donc de satisfaire un plus grand nombre de clubs.
Abandonné la saison suivante, le système est rétabli lors de la saison 1975-1976 avec 80 clubs (40 dans chaque groupe), et qualifiait 25 clubs du Groupe A et 7 du Groupe B. La formule fut maintenue peu ou prou jusqu’en 1978-1979.
À partir de la saison suivante, les 40 clubs du Groupe B disputent un championnat à part et n’ont plus la possibilité de se qualifier pour les phases finales du Groupe A. Dès lors, le Groupe A est organisé en quatre poules de dix clubs, dont les huit premiers se qualifient pour les seizièmes de finale (cinq poules de huit en 1983-1984).
La formule change sensiblement pour le championnat 1987-1988 avec 80 clubs groupés en seize poules de cinq. Les deux premiers de chaque poule, soit 32 clubs, participent ensuite à une deuxième phase de qualification (appelée Groupe A) comprenant quatre poules de huit dont les quatre premiers (soit seize clubs) participent à des huitièmes de finale disputés par matchs aller - retour. Les tours suivants sont disputés par élimination directe sur un match. Cette formule n'est conservée que jusqu'à la saison 1989-1990.
La saison 1990-91 introduit une formule éphémère avec 80 clubs répartis en vingt poules de quatre dont sortent 40 clubs répartis dans cinq poules de huit.
L'organisation de la saison 1991-1992 n'est elle aussi conservée qu'une saison avec deux groupes de quarante clubs qui qualifient trente deux clubs pour disputer des seizièmes de finale.
La saison 1992-1993 marque un changement important dans l'organisation du championnat, car elle se solde par une première réduction de l’élite, qui passe de 40 à 32 clubs répartis en quatre poules de 8. À l'issue d'une première phase qualificative, les équipes placées aux quatre premières places de chaque poule sont qualifiées pour disputer un Top 16 composé de quatre poules de quatre équipes. Les huit équipes classées aux deux premières places de chaque poule du Top 16 disputent des quarts de finale qui comme les tours suivants se font par élimination directe sur un match. Cette formule est conservée trois ans jusqu'à la saison 1994-1995.

### Évolution de la formule: époque professionnelle
L’avènement du professionnalisme dans le rugby à XV dans l’hémisphère sud et en Angleterre en 1995 atteignit rapidement la France. En janvier 1996, l’Union des Clubs est fondée pour défendre les intérêts des quarante clubs de première division (Groupes A et B puis A1 et A2). La Fédération française crée alors la Commission nationale de rugby d’élite (CNRE), chargée de la gestion administrative des clubs de l’élite. Elle préfigure la création d’une ligue professionnelle qui voit le jour en juillet 1998 sous le nom de Ligue nationale de rugby (LNR). Elle regroupe alors seize clubs devenus « sociétés anonymes à objet sportif » (SAOS). Au lancement de la saison 2013-2014 en août 2013, il existe trente clubs professionnels en France.
L’objectif des tenants du professionnalisme était de réduire le nombre de clubs d’élite afin de rendre la compétition attractive et lisible pour le public, en limitant les affrontements des meilleurs clubs avec des clubs nettement inférieurs et en concentrant les meilleurs joueurs dans un nombre restreint d’équipes afin d’élever le niveau du championnat. La création de la Coupe d’Europe et l’existence d’un championnat anglais limité à douze clubs depuis 1987 furent d’autres éléments très incitatifs. Cette « révolution » ne se fait pas sans heurts.
Le championnat 1995-1996, qui se déroula pendant le passage au professionnalisme, se signale par une réduction du nombre de clubs, qui passe à vingt, groupés en deux poules de dix. Les quatre premières équipes de chaque poule sont qualifiées pour les huitièmes de finale, huit autres équipes sont qualifiées lors de matchs de barrage avec des équipes du groupe inférieur A2. Cette formule est conservée deux ans.
Le championnat 1997-1998 est disputé par vingt équipes réparties en deux poules de dix. Les quatre premiers de chaque poule disputent des quarts de finale par matchs aller - retour, puis chaque demi-finale se joue sur un seul match. Devant les critiques des présidents de clubs exclus de l’élite, le nombre de participants remonte à 24 (trois poules de huit) en 1998-99. Seize clubs sont retenus pour la phase suivante qui comprend quatre poules de quatre clubs, les huit meilleurs étant qualifiés pour disputer des quarts de finale.
La saison 1999-2000 est à nouveau disputée par 24 équipes réparties en deux poules de douze. Les deux premières équipes de chaque poule sont qualifiées pour les quarts de finale ainsi que quatre équipes issues de matchs de barrage. La suite de la compétition se fait par élimination directe.
L'élite commence vraiment à se resserrer en 2000-2001 avec 21 équipes réparties en deux poules (une de dix clubs, l'autre de onze). Les quatre premières équipes de chaque poule sont qualifiées pour disputer des quarts de finale, la compétition se poursuivant par élimination directe jusqu'à la finale. L'élite est à nouveau réduite en 2001-2002 avec la création du Top 16 avec seize clubs répartis en deux poules. Les quatre premiers clubs de chaque poule disputent ensuite des play-offs, deux poules de quatre dont les deux premiers sont qualifiés pour les demi-finales. Cette formule est conservée jusqu'à la saison 2003-2004.
Le championnat 2004-2005 réunit pour la première fois une poule unique de seize clubs, les quatre premières équipes sont qualifiées pour disputer les demi-finales. Le championnat prend le nom de Top 14 à partir de la saison 2005-2006, comme son nom l'indique, quatorze clubs disputent cette compétition. Les quatre premières équipes sont qualifiées pour les demi-finales. Les deux premiers du Championnat ne disposent pas de l'avantage du terrain, les demi-finales se jouant sur terrain neutre, l'avantage de terminer à l'une des deux premières places est donc limité.
Cette formule est en vigueur jusqu'en 2009. À partir de la saison 2009-2010, les équipes classées aux deux premières places sont directement qualifiées pour les demi-finales. Les deux places restantes sont disputées par les équipes classées de la troisième à la sixième place au cours de deux matchs de barrage : l'équipe classée troisième reçoit la sixième et la quatrième reçoit la cinquième (avantage du terrain pour l'équipe la mieux classée). Mais les demi-finales se jouent toujours en terrain neutre.
Le nombre de clubs participant à la première division du championnat de France est donc resté élevé jusqu’en 1992 (quarante), avant de diminuer régulièrement jusqu'au nombre actuel de quatorze clubs. Le nombre de clubs retenus pour participer à la phase finale du championnat a lui diminué de 32 (depuis les seizièmes de finale jusqu’à la finale) en 1981 à six (barrages, demi-finales puis finale) actuellement.

### Points au classement
Pour s'aligner sur ce qui se fait au niveau international, d'abord dans l'hémisphère Sud puis progressivement dans les grands championnats et en Coupe du monde depuis 2003, une équipe marque quatre, deux ou zéro points au classement de la phase régulière du championnat, respectivement lorsqu'elle remporte, fait match nul ou perd un match. En outre, des points de bonus, offensif et défensif, sont accordés à partir de la saison 2004-05 pour favoriser le jeu offensif et maintenir l'intérêt d'un match jusqu'à la fin de la rencontre.
Le point de bonus défensif est octroyé à une équipe battue avec un écart inférieur ou égal à cinq points depuis la saison 2014-15 (sept points entre 2007-08 et 2013-14) et le point de bonus offensif est accordé à une équipe qui inscrit trois essais de plus que son adversaire. Auparavant, il suffisait de marquer au moins quatre essais dans un match, si bien que les deux équipes ne peuvent plus marquer chacun un point de bonus offensif dans le même match.

## Arbitrage
Dans le Top 14, chaque rencontre est gérée par une équipe de six arbitres : un arbitre de champ, deux juges-assistants (anciennement appelés juges de touche), deux arbitres chargés des remplacements (un par équipe), un arbitre vidéo (présent sur chaque match depuis la saison 2007-2008).
Les arbitres du championnat de France sont amateurs, à cinq exceptions près : Romain Poite, Alexandre Ruiz, Pascal Gaüzère, Pierre Brousset et Mathieu Raynal, lesquels sont professionnels et autorisés à arbitrer des test matchs entre équipes majeures du circuit international. Joël Jutge, ancien professionnel, a pris sa retraite pour raisons de santé en 2009. Jérôme Garcès, ancien arbitre professionnel lui aussi, a pris sa retraite après la coupe du monde de rugby 2019, dont il a dirigé la finale. Éric Darrière fut également professionnel mais a préféré redevenir amateur et retrouver son métier de conseiller principal d'éducation.

## Qualification pour les épreuves européennes
Le classement du championnat de France permet de déterminer les clubs admis à participer à la Coupe d'Europe de rugby à XV et au Challenge européen de rugby à XV. Les six ou sept clubs français les mieux classés au championnat de France participent à la Coupe d'Europe, les autres équipes de l’élite disputent le Challenge européen.
Le nombre de clubs français admis à participer à la Coupe d'Europe dépend de la prestation des clubs français lors des éditions antérieures de la Coupe. Ainsi, sept clubs furent admis après la victoire du Stade toulousain lors de la Coupe d'Europe 2004-2005. Les clubs français ont un très bon bilan en Coupe d'Europe, avec douze titres remportés (cinq par le Stade toulousain, trois par le RC Toulon, deux par le Stade rochelais et un par le CA Brive et l'Union Bordeaux Bègles). À six reprises la finale a opposé deux clubs français : Stade toulousain - USA Perpignan en 2003, Stade toulousain - Stade français en 2005, Stade toulousain - Biarritz olympique en 2010, RC Toulon - ASM Clermont Auvergne en 2013 et 2015 et Stade toulousain - Stade rochelais en 2021.
Deux clubs ont réalisé l'exploit d'être champion de France et d'Europe la même année: Toulouse en 1996, 2021 et 2024 et Toulon en 2014.
Les clubs français se sont également bien comportés dans le Challenge européen, disputé pour la première fois en 1996-97, en remportant quatre fois consécutivement la compétition de 1997 à 2000. Tous les clubs du Top 14 non qualifiés pour la Coupe d’Europe sont automatiquement engagés en Challenge européen, y compris les promus.
A l'issue de la saison 2023/2024, le Stade toulousain est le club français, et européen, ayant remporté le plus grand nombre de Coupe d'Europe de rugby à XV (6 titres en 1996, 2003, 2005, 2010, 2021, 2024). Le RC Toulon est, quant à lui, le seul club français à avoir remporté les deux titres européens mis en jeu, la Coupe d'Europe de rugby à XV (3 titres en 2013, 2014 et 2015) et le Challenge européen de rugby à XV (1 titre en 2023).

## Clubs de l'édition 2024-2025
| Stade rochelais | Racing 92 | Stade français Paris rugby | Rugby club vannetais                     |
| --- | --- | --- | ---------------------------------------- |
| Stade Marcel-Deflandre Capacité : 16 000 | Paris La Défense Arena Capacité: 32 000 | Stade Jean-Bouin (Paris) Capacité: 20 000 | Stade de la Rabine Capacité: 11 865      |
| | | |                                          |
| ASM Clermont Auvergne | \| Aviron bayonnais Union Bordeaux Bègles Castres ol. ASM Clermont Lyon OU Montpellier HR Section paloise USA Perpignan Racing 92 Stade rochelais Stade français Paris RC Toulon Stade toulousain RC Vannes \| | \| Aviron bayonnais Union Bordeaux Bègles Castres ol. ASM Clermont Lyon OU Montpellier HR Section paloise USA Perpignan Racing 92 Stade rochelais Stade français Paris RC Toulon Stade toulousain RC Vannes \| | Lyon olympique universitaire rugby       |
| Stade Marcel-Michelin Capacité : 19 372 | \| Aviron bayonnais Union Bordeaux Bègles Castres ol. ASM Clermont Lyon OU Montpellier HR Section paloise USA Perpignan Racing 92 Stade rochelais Stade français Paris RC Toulon Stade toulousain RC Vannes \| | \| Aviron bayonnais Union Bordeaux Bègles Castres ol. ASM Clermont Lyon OU Montpellier HR Section paloise USA Perpignan Racing 92 Stade rochelais Stade français Paris RC Toulon Stade toulousain RC Vannes \| | Matmut Stadium Gerland Capacité : 35 029 |
| | \| Aviron bayonnais Union Bordeaux Bègles Castres ol. ASM Clermont Lyon OU Montpellier HR Section paloise USA Perpignan Racing 92 Stade rochelais Stade français Paris RC Toulon Stade toulousain RC Vannes \| | \| Aviron bayonnais Union Bordeaux Bègles Castres ol. ASM Clermont Lyon OU Montpellier HR Section paloise USA Perpignan Racing 92 Stade rochelais Stade français Paris RC Toulon Stade toulousain RC Vannes \| |                                          |
| Union Bordeaux Bègles | \| Aviron bayonnais Union Bordeaux Bègles Castres ol. ASM Clermont Lyon OU Montpellier HR Section paloise USA Perpignan Racing 92 Stade rochelais Stade français Paris RC Toulon Stade toulousain RC Vannes \| | \| Aviron bayonnais Union Bordeaux Bègles Castres ol. ASM Clermont Lyon OU Montpellier HR Section paloise USA Perpignan Racing 92 Stade rochelais Stade français Paris RC Toulon Stade toulousain RC Vannes \| | Montpellier Hérault Rugby                |
| Stade Chaban-Delmas Capacité : 34 694 | \| Aviron bayonnais Union Bordeaux Bègles Castres ol. ASM Clermont Lyon OU Montpellier HR Section paloise USA Perpignan Racing 92 Stade rochelais Stade français Paris RC Toulon Stade toulousain RC Vannes \| | \| Aviron bayonnais Union Bordeaux Bègles Castres ol. ASM Clermont Lyon OU Montpellier HR Section paloise USA Perpignan Racing 92 Stade rochelais Stade français Paris RC Toulon Stade toulousain RC Vannes \| | GGL Stadium Capacité : 15 697            |
| | \| Aviron bayonnais Union Bordeaux Bègles Castres ol. ASM Clermont Lyon OU Montpellier HR Section paloise USA Perpignan Racing 92 Stade rochelais Stade français Paris RC Toulon Stade toulousain RC Vannes \| | \| Aviron bayonnais Union Bordeaux Bègles Castres ol. ASM Clermont Lyon OU Montpellier HR Section paloise USA Perpignan Racing 92 Stade rochelais Stade français Paris RC Toulon Stade toulousain RC Vannes \| |                                          |
| | \| Aviron bayonnais Union Bordeaux Bègles Castres ol. ASM Clermont Lyon OU Montpellier HR Section paloise USA Perpignan Racing 92 Stade rochelais Stade français Paris RC Toulon Stade toulousain RC Vannes \| | \| Aviron bayonnais Union Bordeaux Bègles Castres ol. ASM Clermont Lyon OU Montpellier HR Section paloise USA Perpignan Racing 92 Stade rochelais Stade français Paris RC Toulon Stade toulousain RC Vannes \| |                                          |
| Aviron bayonnais | \| Aviron bayonnais Union Bordeaux Bègles Castres ol. ASM Clermont Lyon OU Montpellier HR Section paloise USA Perpignan Racing 92 Stade rochelais Stade français Paris RC Toulon Stade toulousain RC Vannes \| | \| Aviron bayonnais Union Bordeaux Bègles Castres ol. ASM Clermont Lyon OU Montpellier HR Section paloise USA Perpignan Racing 92 Stade rochelais Stade français Paris RC Toulon Stade toulousain RC Vannes \| | Rugby club toulonnais                    |
| Stade Jean-Dauger Capacité : 14 370 | \| Aviron bayonnais Union Bordeaux Bègles Castres ol. ASM Clermont Lyon OU Montpellier HR Section paloise USA Perpignan Racing 92 Stade rochelais Stade français Paris RC Toulon Stade toulousain RC Vannes \| | \| Aviron bayonnais Union Bordeaux Bègles Castres ol. ASM Clermont Lyon OU Montpellier HR Section paloise USA Perpignan Racing 92 Stade rochelais Stade français Paris RC Toulon Stade toulousain RC Vannes \| | Stade Mayol Capacité : 17 287            |
| | \| Aviron bayonnais Union Bordeaux Bègles Castres ol. ASM Clermont Lyon OU Montpellier HR Section paloise USA Perpignan Racing 92 Stade rochelais Stade français Paris RC Toulon Stade toulousain RC Vannes \| | \| Aviron bayonnais Union Bordeaux Bègles Castres ol. ASM Clermont Lyon OU Montpellier HR Section paloise USA Perpignan Racing 92 Stade rochelais Stade français Paris RC Toulon Stade toulousain RC Vannes \| |                                          |
| Section paloise | Stade toulousain | Castres olympique | USA Perpignan                            |
| Stade du Hameau Capacité : 18 324 | Stade Ernest-Wallon Capacité : 19 500 | Stade Pierre-Fabre Capacité : 12 500 | Stade Aimé-Giral Capacité : 14 593       |
| | | |                                          |
| Aviron bayonnais Union Bordeaux Bègles Castres ol. ASM Clermont Lyon OU Montpellier HR Section paloise USA Perpignan Racing 92 Stade rochelais Stade français Paris RC Toulon Stade toulousain RC Vannes | | |                                          |

## Couverture médiatique

### Télévision

#### En France

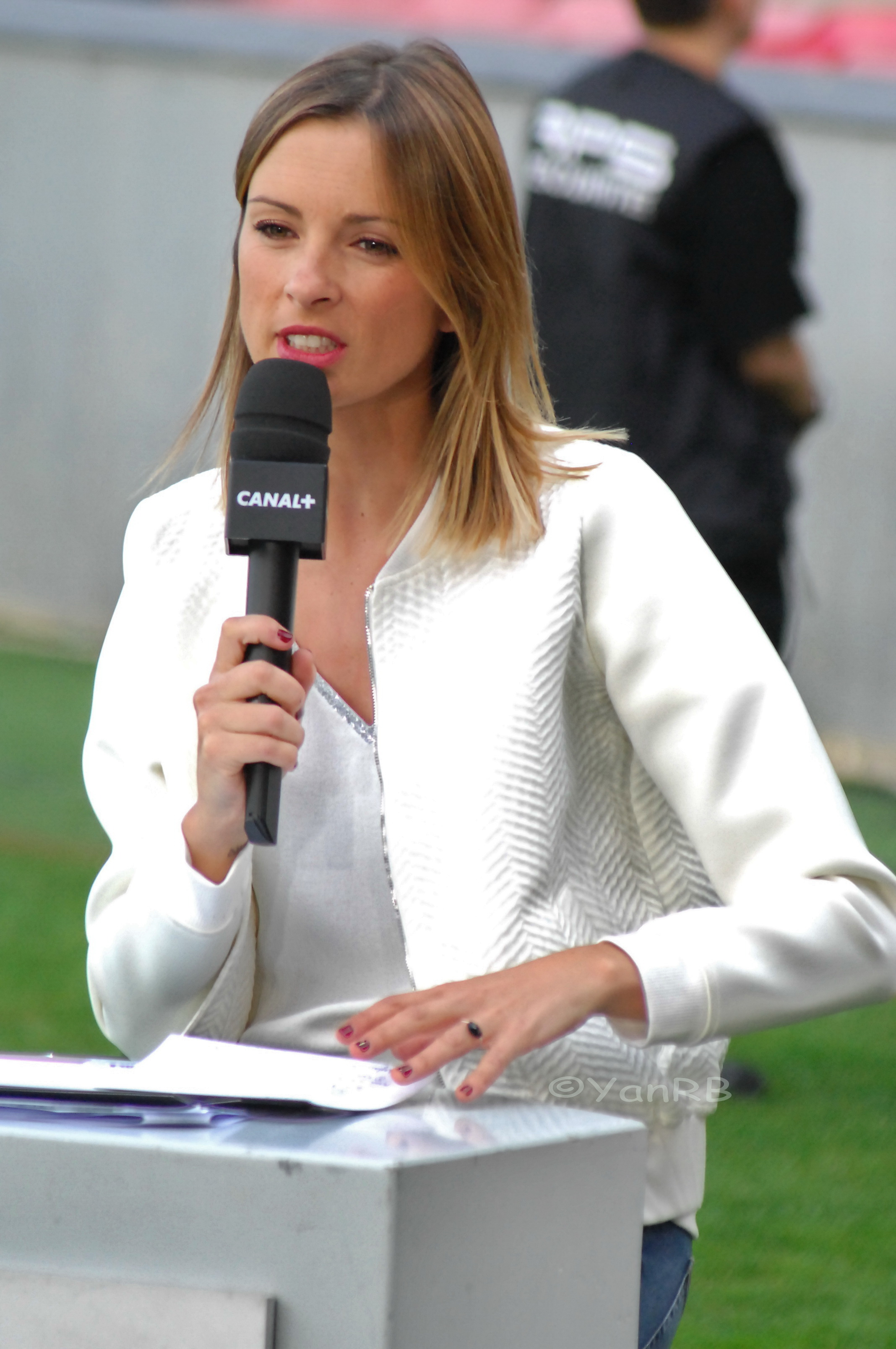
Isabelle Ithurburu, journaliste pour Canal+, lors du match de barrage Stade toulousain - US Oyonnax (saison 2014-2015).

La première diffusion d'une finale du championnat de France à la télévision a eu lieu en 1957. Elle opposait le FC Lourdes au Racing club de France à Lyon. Ce n'était cependant pas la première fois qu'un match de rugby était retransmis à la télévision, car dans les années 1952-1953 la FFR avait passé un accord avec la Radiodiffusion Télévision Française pour la retransmission de matches en direct dans la région parisienne. Il y avait cependant une condition: la retransmission ne devait pas être annoncée à l'avance afin de ne pas réduire le nombre de spectateurs se rendant au stade. La diffusion des matches du Tournoi des Cinq Nations a aussi débuté en 1957.
Pendant de longues années, la diffusion des matches du championnat a été réservée à l'ORTF, puis aux chaînes du service public, Antenne 2 en général, issues de l'ORTF. À cette époque, Pierre Sabbagh, mais surtout le duo Roger Couderc-Pierre Albaladejo contribuent largement à la popularisation du rugby à XV en France.
Pour des raisons de programmation, la finale du championnat est disputée en nocturne à partir de 1982. Toutefois, Antenne 2 ne retransmet que des rencontres des phases finales, jamais des matches de la phase préliminaire. Cela change avec l’arrivée de la chaîne cryptée Canal+. Celle-ci acquiert les droits des matches du championnat et commence à diffuser des rencontres des phases préliminaires. En outre, elle modernise considérablement les retransmissions en s’inspirant des recettes qu’elle appliquait avec succès au football : prise d’antenne bien avant le coup d’envoi pour présenter la rencontre en profondeur, reporters au bord du terrain et dans les vestiaires, recours aux statistiques, etc. Le recours aux consultants devient systématique. De nombreux anciens joueurs sont intervenus ou interviennent actuellement comme consultants à Canal+ ou à France 2 ; suivant l'exemple de Pierre Albaladejo, Serge Blanco, Thierry Lacroix, Philippe Sella, Éric Bonneval, Jérôme Cazalbou, Philippe Bernat-Salles, Fabien Galthié, Thomas Castaignède, Thomas Lombard, Raphaël Ibañez, Fabien Pelous, Marc Lièvremont occupent ou ont occupé ce poste de consultant.

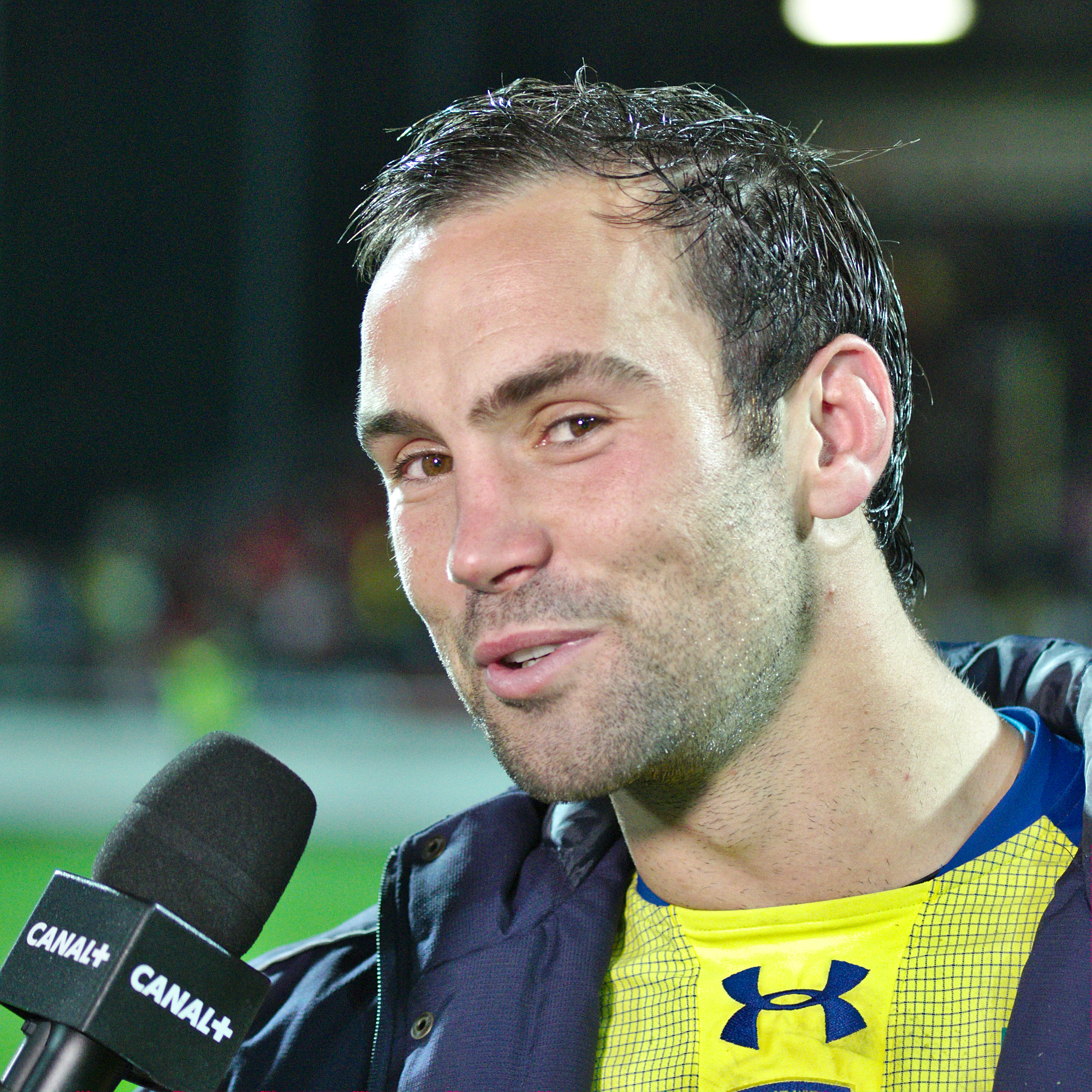
Morgan Parra, en interview pour Canal+.

Les matches du Top 14 sont actuellement diffusés par Canal+, Canal+ Sport et Rugby+ et la finale du Top 14 est codiffusée en crypté par Canal+ et en clair sur France 2 depuis 2007.
Le groupe Canal+ a conservé les droits de retransmission de 2007 à 2011 pour un coût d'un peu plus de 100 millions d'euros, soit entre 24 et 29 millions d'euros par saison. Toutes les rencontres du Top 14 sont retransmises, soit 185 à 187 matches par saison, cela permet d'avoir recours à l'arbitrage vidéo lors de chaque rencontre. À partir de la saison 2011-2012, le contrat permet à la Ligue nationale de rugby de recevoir 31,7 millions d'euros annuels (dont 4,5 millions de part variable) de la part de Canal +. En décembre 2013, la Ligue dénonce le contrat qui la liait à Canal + jusqu'en 2015-2016 pour lancer un nouvel appel d'offres. Après un recours du groupe de télévision devant les tribunaux, les deux parties se mettent sur un accord permettant à Canal + d'obtenir les droits jusqu'en 2018-2019 pour un total 355 millions d'euros, soit environ 71 millions par saison.
La LNR, qui avait anticipé son appel d'offres pour la période 2019-2023, annonce le 12 mai 2016 que Canal+ conserve l'exclusivité de la diffusion du Top 14 pour les saisons 2019-2020 à 2022-2023. Canal+ versera chaque année 97 millions d'euros par an en moyenne à la LNR, un montant record,. Le 30 août 2019, la LNR annonce que France Télévisions conserve les droits de diffusion en clair. À partir de septembre 2020, Canal+ accroît l'exposition du championnat en diffusant une rencontre par journée en première partie de soirée le dimanche à 21 h. En février 2021, ce match est déplacé du dimanche au samedi, toujours en première partie de soirée sur Canal+.
La LNR annonce le 2 mars 2021 que Canal+ conserve l'exclusivité de la diffusion du Top 14 pour les saisons 2023-2024 à 2026-2027. Canal+ versera chaque année 113,6 millions d'euros par an en moyenne, un montant en augmentation de 17 % par rapport au montant du précédent appel d'offres. Son contrat d'exclusivité est ensuite prolongé pour la période 2027-2032.

#### À l'étranger
Depuis plusieurs années de nombreuses chaînes étrangères manifestent leur intérêt pour diffuser les images du championnat français, pour la saison 2014-2015, le Top 14 est diffusé dans 190 pays. Ainsi à partir de l'année 2007 le Top 14 a bénéficié d'une exposition importante dans une quarantaine de pays par l'intermédiaire des chaines British Eurosport au Royaume-Uni et Eurosport 2 dans le reste de l'Europe. Ce contrat avec Eurosport a été renouvelé jusqu'à la saison 2011.
La LNR semble désormais privilégier des droits négociés pays par pays, le Top 14 est par exemple diffusé sur les chaînes anglophones Sky Sports et Setanta Sports respectivement en Irlande et au Royaume-Uni, en Amérique du Sud hispanophone les matches sont diffusés sur ESPN Latin America, au Brésil c'est la chaîne BandSports qui détient les droits, la chaîne sportive brésilienne a même choisi de faire du Top 14 l'un de ses produits d'appel. En Amérique du Nord, Le Top 14 est télévisé aux États-Unis et au Canada via la chaîne ESPN. La chaîne Televisa Deportes Network détient les droits pour le Mexique et les pays d'Amérique centrale. En Nouvelle-Zélande, la compétition est visible sur Coliseum Sports qui en a fait un produit "premium" aux côtés de la Premier League anglaise de football et du PGA Tour. Eurosport Asia, filiale du Groupe TF1, diffuse les droits en Asie du Sud-Est et en Australie. En juin 2016, la LNR a signé un contrat de plusieurs saisons avec le plus grand diffuseur de chaînes payantes japonais WOWOW, le pack comprend les deux ou trois plus belles affiches de chaque journée, les deux matches de barrage, les demi-finales et la finale. Les premières images du Top 14 diffusées sur WOWOW seront celles des demi-finales 2016 du Roazhon Park de Rennes et la finale du Camp Nou de Barcelone. Enfin, la chaîne francophone TV5 Monde, troisième plus important réseau de télévisions mondial, a fait du Top 14 l'un de ses produits phares en termes de retransmissions sportives aux côtés du Tour de France, de la Ligue 1, de Roland Garros et de la Coupe d'Afrique des nations.
| Pays             | Chaînes                   |
| ---------------- | ------------------------- |
| France           | Canal+                    |
| Royaume-Uni      | Sky Sports                |
| Italie           | Sportitalia               |
| Belgique         | BeTV                      |
| Irlande          | Setanta Sports            |
| Australie        | Eurosport                 |
| Japon            | WOWOW                     |
| Nouvelle-Zélande | Coliseum Sports           |
| États-Unis       | ESPN                      |
| Canada           | ESPN                      |
| Mexique          | Televisa Deportes Network |
| Argentine        | ESPN Latin America        |

### Presse écrite
Le rugby en général et le Top 14 en particulier sont couverts dans les colonnes du Midi olympique, journal bi-hebdomadaire français spécialisé dans le rugby et du quotidien L'Équipe, ainsi que dans les pages sports des quotidiens régionaux, notamment dans le Sud de la France.

### Radio
À la radio, le Top 14 est tout aussi largement couvert sur Sud Radio depuis la professionnalisation du rugby. Depuis que RMC s'est positionnée sur le sport avec "Info Talk Sport" en 2001, tous les matchs du Top 14 sont radiodiffusés, des émissions sont consacrées au rugby et des anciens joueurs tels que Vincent Moscato, Serge Simon et Bernard Laporte en sont des animateurs vedettes de la station. Pendant la saison 2008-2009, tous les matchs du Top 14 sont radiodiffusés en multiplex sur Europe 1 avec Fabien Galthié comme consultant, à noter qu'Europe 1 est le précurseur du rugby à la radio dès 1968 avec la doublette Roger Couderc-Pierre Albaladejo avant que ces derniers fassent de la télévision en 1975 sur Antenne 2.

## Aspects financiers
La LNR négocie et commercialise les droits de télévision et de partenariat du championnat de France de rugby Top 14 et Pro D2.

### Sponsoring
Les principaux partenaires officiels pour le Top 14 sont : Orange, Société générale, Canal+, PMU, GMF, Mercure, Les opticiens mutualistes, La Poste, L'Équipe et Midi olympique.
À partir du 27 décembre 2020, l'enseigne de bricolage Brico Dépôt devient le fournisseur officiel du Top 14 jusqu'à l'issue de la saison 2022-2023.

### Budgets des clubs
En 2009/2010, le budget moyen d'un club de l'élite est de 14,6 millions d'euros, il a été multiplié par cinq en huit ans mais il est trois fois inférieur à celui d'un club de football de Ligue 1. Dans ce domaine, le rugby est le deuxième sport en France, devant le basket-ball.
Le budget moyen des clubs du Top 14 devrait se rapprocher de celui des clubs de Ligue 1, mais un écart important devrait subsister car le football reste de loin le sport le plus populaire en France et à l'étranger, les droits télévisuels ont été revus à la hausse lors de l'appel d'offres en 2007 (+ 50 %) et des clubs comme le Rugby Club toulonnais (25 M€ de budget), le Stade toulousain (35 M€), Stade français (21 M€) et l'ASM Clermont (27 M€) commencent à concurrencer des clubs de football en termes de budget, de popularité et de capacité d'attraction de sponsors.
L'organisation de l'édition 2007 de la coupe du monde de rugby en France a aidé à populariser davantage le rugby à XV en dehors de ses régions traditionnelles d’implantation. En effet, près de dix ans plus tard, des clubs comme le RC Vannes ou Provence Rugby se sont fait leur place en Pro D2, Lille a éclos avant de faire faillite lors de sa promotion en 2e division, Rouen s'apprête à rejoindre le rugby professionnel après quelques années à l'échelon fédéral.
Certains clubs de Pro D2 construisent également des budgets de plus en plus impressionnants avec pour ambition de revenir rapidement dans l’élite et d’y jouer un rôle actif. Ainsi lors de la saison 2017-2018, le Lyon OU s'est hissé en demi-finale du Top 14, deux ans après sa remontée dans l'élite. Plus récemment encore, l'USON Nevers a augmenté son capital pour devenir le premier budget de Pro D2, devant Biarritz, Bayonne, Brive ou Mont-de-Marsan, avec en tête la construction d'une équipe compétitive en Top 14.

### Salaires des joueurs
En 2007, le salaire moyen d'un joueur de rugby du Top 14 est de 10 300 euros bruts par mois, soit quatre fois moins qu'un joueur de football de Ligue 1. Jonny Wilkinson est le joueur le mieux payé du Top 14 en 2009 avec un salaire annuel de près d'un million d'euros.
L’un des corollaires au professionnalisme est l’augmentation considérable du nombre de joueurs étrangers évoluant dans les clubs professionnels français. Certains critiques égratignent ce qu’ils voient comme une dérive des clubs, visant à assurer une rentabilité à court terme avec des joueurs directement utilisables et souvent moins chers, au détriment de la formation de jeunes joueurs français, et donc de l’Équipe de France, notamment à certains postes (piliers, demis d’ouverture, arrières).
À l'image du Salary Cap en championnat anglais, la LNR adopte à partir de la saison 2010/2011 un mécanisme de plafonnement de la masse salariale. Pour chaque club, la masse salariale des joueurs ne peut dépasser la masse salariale maximale de la saison précédente majorée de 10 %, avec un plafond fixé à 8,1 millions d'euros. Cependant, à partir de la saison 2013-2014, le plafond du salary cap est relevé à 10 millions d'euros ; ce niveau est maintenu en 2015 pour trois saisons supplémentaires.

## Popularité
Désireux de sortir le rugby de ses bastions traditionnels du sud pour en faire un sport vraiment national, le président du Stade français, Max Guazzini, joue la carte du spectacle et de la provocation pour faire parler de son club, pensant qu’il convient de traiter le rugby comme une entreprise de spectacle qui doit attirer un public nouveau, en particulier les jeunes et les femmes. Il organise plusieurs matches du Top 14 au Stade de France, réussissant à attirer à plusieurs reprises plus de 80 000 spectateurs. Ces matches deviennent alors un numéro parmi d'autres numéros au cœur d'un spectacle avec pom-pom girls, karaoké géant, cracheurs de feu, etc. Avec ces initiatives, le rugby à XV entre non seulement dans l'ère du professionnalisme, mais dans celui du « sport-spectacle », ce qui n'est pas du goût de nombreux amateurs de rugby attachés aux valeurs de l'amateurisme que ce sport continue de revendiquer. Malgré le dynamisme offert au championnat, ses initiatives lui attirent autant de louanges que de critiques.
Les clubs de Bourgoin-Jallieu, du Biarritz olympique, de l'Union Bordeaux Bègles, du Stade toulousain, du Lyon OU, du Castres olympique et du RC Toulon ont emboîté le pas au Stade français en organisant respectivement des rencontres du Top 14 au Stade Geoffroy-Guichard de Saint-Étienne, au stade d'Anoeta de Saint-Sébastien, au Stade Chaban-Delmas de Bordeaux, au Stadium de Toulouse, au Stade de Gerland de Lyon, au Stade de la Méditerranée de Béziers et au Stade Vélodrome de Marseille, soit dans des stades d'au moins 30 000 places.
Cette popularité se voit par les délocalisations à l'étranger : en 2011, pour un quart de finale de H-Cup opposant l'USAP au RC Toulon, le match fut joué à Barcelone, au stade olympique de Montjuic. Ce fut une réussite populaire et sportive, le stade étant complet, les 55 000 spectateurs ayant pu voir l'Usap s'imposer 29 à 25 et se qualifier pour les demi-finales de l'épreuve.
Le 26 mars 2011, le Racing Métro 92 reçoit le Stade toulousain au Stade de France devant plus de 76 000 spectateurs.
Ses partenaires Natixis, GTM et Kappa s'engagent alors dans un même type de show « rugby spectacle » et la rencontre achevée, un feu d'artifice sur le modèle de ceux proposés par Max Guazzini est tiré.
Le championnat de France est de plus en plus populaire : lors de la saison 2008-09, il y a eu 12 737 spectateurs par match, soit une progression de 9 % par rapport la saison précédente. Au total, 2 356 349 spectateurs ont assisté aux 185 matches du championnat. L'augmentation de la popularité du championnat bénéficie du fait que le rugby est d'une manière générale plus populaire en France, elle est due aussi à l'instauration du Top 14 avec une formule enfin stabilisée et une élite resserrée comparable à celle des autres grandes compétitions de rugby (Super 15, Premiership et Celtic League). Le record de fréquentation est de nouveau battu lors de la saison 2009-2010 avec une moyenne par match s'établissant à 13 529 spectateurs. De plus, l'UEFA estime que certains stades de football ne sont désormais plus adaptés aux exigences européennes, les clubs de rugby comme l'Union Bordeaux Bègles ou le Lyon OU devraient emménager définitivement au Stade Chaban-Delmas et au Stade de Gerland ainsi l'Union Bordeaux Bègles est la meilleure affluence du top 14 et d'Europe.
Le prix des places pour un match du Top 14 est habituellement de 10 euros pour une place en pelouse, et de 15 à 40 euros pour des places en gradins[réf. nécessaire].
| Saison    | Affluence totale | Nombre de matches | Moyenne par match |
| 2002-2003 | 1 287 423        | 171               | 7 529             |
| 2003-2004 | 1 278 591        | 171               | 7 477             |
| 2004-2005 | 1 903 034        | 243               | 7 832             |
| 2005-2006 | 1 917 875        | 185               | 10 367            |
| 2006-2007 | 2 089 733        | 185               | 11 296            |
| 2007-2008 | 2 163 264        | 185               | 11 693            |
| 2008-2009 | 2 356 349        | 185               | 12 737            |
| 2009-2010 | 2 529 923        | 187               | 13 529            |
| 2010-2011 | 2 581 552        | 187               | 13 805            |
| 2011-2012 | 2 494 563        | 187               | 13 340            |
| 2012-2013 | 2 589 179        | 187               | 13 846            |
| 2013-2014 | 2 677 572        | 187               | 14 318            |
| 2014-2015 | 2 701 616        | 187               | 14 447            |
| 2015-2016 | 2 678 562        | 187               | 14 324            |
| 2016-2017 | 2 715 497        | 187               | 14 521            |
| 2017-2018 | 2 681 834        | 187               | 14 341            |
| 2018-2019 | 2 734 738        | 187               | 14 624            |
| 2019-2020 |                  | 187               |                   |
| 2020-2021 |                  | 187               |                   |
| 2021-2023 |                  | 187               |                   |
| 2022-2023 |                  | 187               |                   |
| 2023-2024 | 2 775 951        | 187               | 15 252            |
| 2024-2025 |                  | 187               |                   |

## Rivalités et supporters

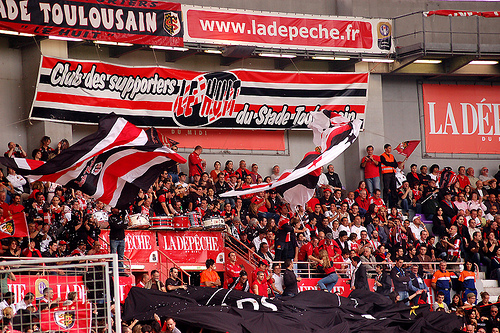
Supporters du Stade toulousain.

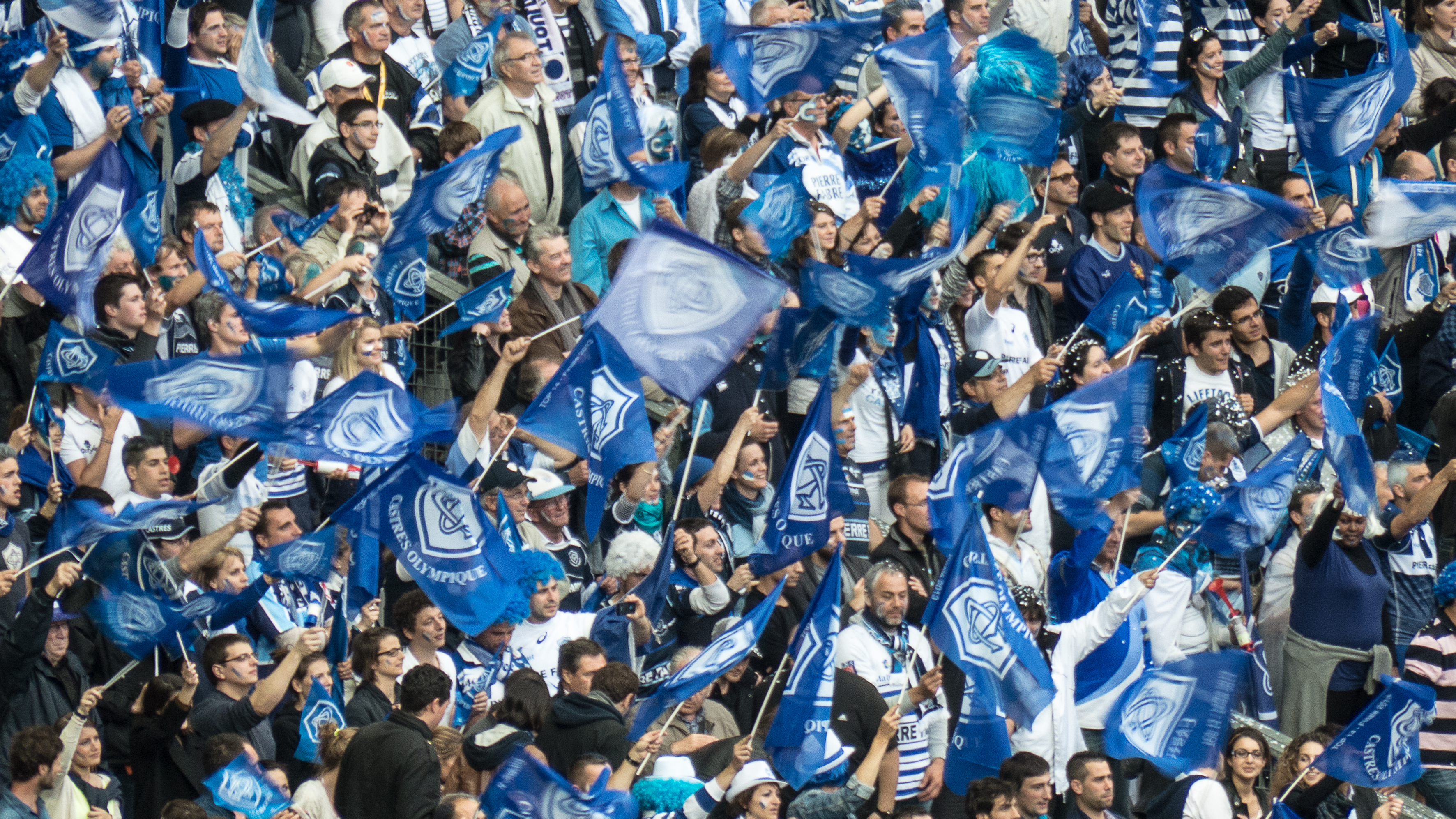
Supporters du Castres olympique, la Blue Army.

Les clubs de rugby à XV du championnat de France Top 14, comme ceux des autres sports collectifs populaires, sont suivis et soutenus par de nombreux et fidèles supporters. Lors des matchs du Top 14 ou de coupe d'Europe, ils portent les couleurs traditionnelles de leur club.
Les rivalités au rugby sont souvent saines. Ainsi le Biarritz olympique reçoit-il l'autorisation du club landais de l'US Dax pour jouer un match sur le terrain de son rival lorsque son Parc des sports d'Aguiléra est en travaux lors de la saison 2005-2006. De même lors de la saison 2006-2007, l'Aviron bayonnais joue quatre matchs de début de saison sur le terrain d'Aguilera (le stade du Biarritz olympique) pour cause de travaux au stade Stade Jean-Dauger.
Les supporters de l'ASM Clermont Auvergne surnommés la "Yellow Army" ont reçu en 2007, 2008 et 2009 le prix de l’Éthique et de la convivialité (challenge des meilleurs supporters) du Top 14.
Des rivalités historiques ou régionales existent, et elles sont le plus souvent entretenues par les supporters. Par exemple, les clubs de Brive et de Clermont-Ferrand rivalisent depuis un siècle pour la suprématie du centre de la France. L'AS Béziers, le RC Narbonne et l'USA Perpignan ont une longue histoire en Languedoc-Roussillon, notamment les deux premiers dont la rivalité est historique et qu'on nomme le derby du Languedoc. Il y a une forte rivalité régionale en Occitanie également entre deux clubs phares, le Castres olympique et le Stade toulousain. Néanmoins, la limitation du nombre de clubs entraîne aussi la disparition de tels affrontements et donc du folklore qui les accompagne, dont le derby basque entre Bayonne et Biarritz. Certaines rivalités apparaissent comme celle entre le Stade toulousain et le Stade français, intensifiée depuis la demi-finale de la saison 1998 remportée 39-3 par le Stade français, repose à la fois sur une opposition Nord/Sud, Paris/Province et marketing/tradition. Depuis la saison 2009-2010 et le retour du Racing Métro 92 au sein de l'élite, le derby parisien Racing-Stade français qui a fait l'histoire de la compétition dans ses premières années, revient au premier plan à l'ère du professionnalisme.